# Personaggi di 9-1-1
Qui di seguito sono elencati i personaggi principali e secondari della serie televisiva americana 9-1-1.

## Personaggi principali

### Athena Carter
Athena Nash, nata Carter, precedentemente Grant. Interpretata da Angela Bassett e doppiata da Alessandra Cassioli. È un sergente della LAPD, ha due figli, May e Harry Grant, avuti dal suo ex marito Michael. Il loro matrimonio finisce quando Michael fa coming out. È cresciuta in Florida, prima di diventare un'agente di polizia, quando frequentava l'università, era intenzionata a diventare un avvocato. Ama moltissimo la sua famiglia, e farebbe di tutto per proteggerla. È una donna orgogliosa, combattiva, intelligente e passionale, nasconde però un lato fragile, frequenta degli psicologi quando sente l'esigenza di affrontare le proprie insicurezze emotive. Athena ha il terrore delle navi, odia infatti l'idea di imbarcarsi, paura che si porta dietro dall'infanzia. Affronta il suo lavoro con piena professionalità, tanto da non lasciarsi mai influenzare dai sentimentalisti, infatti per sua stessa ammissione è il motivo per cui non ha mai voluto avere un partner preferendo pattugliare le strade da sola. Molto rispettata dai colleghi, famosa per il suo record di arresti, premiata per tre volte con la medaglia al valore. In un primo momento tra lei e Bobby c'è solo un'amicizia, ma quando iniziano a uscire insieme, in breve si innamorano e diventano una coppia. Bobby le chiede di sposarlo e lei gli risponde di sì, convolando infine a nozze. Il motivo che la spinse a diventare un poliziotto era dovuto a un caso di sparizione di una bambina che viveva nel quartiere dove Athena era cresciuta, nella sesta stagione quando suo padre viene ricoverato per un ictus torna nella sua città natale e riesce a risolvere il caso scoprendo com'è morta la bambina. Diventa vedova quando Bobby muore nell'ottava stagione.

### Bobby Nash
Robert "Bobby" Wade Nash. Interpretato da Peter Krause e doppiato da Stefano Benassi e Giorgio Borghetti  (st.6x4-9). È il capitano della Stazione 118 del LAFD, è un uomo serio e ligio al dovere. La sua famiglia lavora nel corpo dei vigili del fuoco da quattro generazioni. Si è trasferito a Los Angeles lasciando Saint Paul dopo che sua moglie Marcy e i loro due figli, Robert Jr. e Brooke, morirono in un incendio che lui stesso causò involontariamente. Suo padre era un alcolista depresso, Bobby iniziò a bere già da bambino in reazione al divorzio dei propri genitori e alla morte del padre. Si è molto allontanato dalla madre Ann, avendola incolpata di non aver aiutato il defunto marito con i suoi problemi. La dipendenza dagli alcolici e dalle pillole di Bobby fu indirettamente la causa dell'incendio che portò alla morte della sua famiglia. In più di un'occasione ebbe delle ricadute, nei primi tempi ha cercato di non affezionarsi ai suoi colleghi quando si è trasferito a Los Angeles, dando anche l'impressione di essere un uomo introverso e aggressivo, tuttavia col tempo impara a considerarli degli amici, anche grazie a loro ha ritrovato la sua serenità emotiva. I vigili del fuoco che lavorano nella sua caserma lo rispettano vedendolo come un punto di riferimento, si è sempre rivelato un leader saggio e apprensivo. È un uomo dalle tante passioni, ad esempio è un ottimo cuoco, è sempre lui a cucinare per i membri della sua caserma durante i turni di pausa, inoltre in gioventù amava il pattinaggio artistico, per sua stessa ammissione vinse per tre anni di fila i campionati juniores. Si innamorerà di Athena e i due convoleranno a nozze, e con lei ritroverà la felicità, imparando ad amare pure i suoi figli, trovando in loro una nuova famiglia. Nell'ottava stagione Bobby finalmente dopo tanti anni si riconcilia con sua madre Ann. Durante un'operazione di soccorso in un centro chimico di ricerca, lui e Chimney vengono infettati da un virus batteriologico, dato che era disponibile una sola dose di antidoto, eroicamente Bobby accetta di morire lasciando che sia Chimney ad assumere l'antidoto e a sopravvivere.

### Evan Buckley
Evan "Buck" Buckley, Interpretato da Oliver Stark e doppiato da Davide Albano. È un pompiere e paramedico della stazione 118, ama il suo lavoro, che per lui rappresenta tutta la sua vita, a cui si dedica con tutto il suo impegno. Per lui i membri della stazione 118 sono praticamente una famiglia. È molto legato anche a sua sorella maggiore Maddie. Buck è nato per poter donare il suo midollo osseo al fratello Daniel che soffriva di leucemia,  ma purtroppo Daniel è morto ugualmente, come conseguenza i genitori di Buck pur amandolo hanno sempre avuto un rapporto distaccato con lui, col risultato che Buck è cresciuto con la paura dell'abbandono. Prima di diventare un vigile del fuoco ha fatto diversi lavori, è stato anche un soldato ma scelse di abbandonare la carriera militare in quanto non in linea con la sua indole sensibile. Un aspetto contraddittorio del suo carattere è che, a dispetto della sua tempra impulsiva, sul piano burocratico del lavoro si rivela pignolo quanto perfezionista (in chiave comica) al punto da esasperare i suoi colleghi. Bobby fatica a volte a gestire la superficialità e l'eccessiva intraprendenza di Buck, ma col tempo si affeziona a lui, Buck vede in Bobby una figura genitoriale. Riscuote molto successo con le donne, ha avuto vari interessi amorosi come Abby, Aly e Taylor. Decide di aiutare i suoi amici Connor e Kameron (giovane coppia di sposi) ad avere un bambino, infatti Buck fa da donatore e i due avranno un figlio. Conosce poi Tommy Kinard, il quale lavora nel soccorso aereo e capisce di provare qualcosa per lui, tanto che dopo qualche titubanza i due si mettono insieme benché poi Tommy decida di lasciarlo.

### Henrietta Wilson
Henrietta "Hen" Wilson. Interpretata da Aisha Hinds e doppiata da Daniela D'Angelo e Stefania Romagnoli (st.5x13-14). È un pompiere e paramedico della stazione 118. È sposata con Karen, e le due hanno un figlio di nome Denny. Lei e Athena sono molto amiche, inoltre è la migliore amica di Chimney. È una donna intelligente, sensibile, saggia e coraggiosa. Prima di lavorare alla stazione 118, era una rappresentante farmaceutica. È stata sua madre Toni a crescerla dato che il padre l'abbandonò quando aveva solo nove anni, Hen avrà modo di rivederlo solo quando lui, essendo molto malato, verrà ricoverato in ospedale, attaccato a delle macchine che lo tengono ancora in vita, decidendo di staccare la spina e di lasciarlo morire serenamente. Hen cerca costantemente cose che possano stimolare il suo interesse e la sua passione, tanto che nella terza stagione dopo un'esperienza con un caso deciderà di fare l'esame per diventare medico. Tuttavia decide di abbandonare gli studi alla facoltà di medicina capendo che ciò che più ama è essere un vigile del fuoco.

### Howard Han
Howard "Howie" Han, sebbene tutti lo chiamano Chimney. Interpretato da Kenneth Choi e doppiato da Nanni Baldini. È un pompiere e paramedico della stazione 118, nonché il membro più anziano tra i protagonisti, lui e Hen sono primi nella linea di comando in assenza di Bobby. Socializza facilmente con la gente, è un uomo allegro, simpatico e divertente. Non è nota l'origine del suo soprannome. È una persona altruista e di buon cuore, sempre disponibile ad aiutare gli altri. È originario della Corea del Sud, la sua è una famiglia benestante, ha lasciato Seul trasferendosi a Los Angeles. La madre è morta di cancro, tra l'altro ha un rapporto molto distaccato con suo padre. Si innamorerà di Maddie, con la quale intraprenderà una relazione, i due avranno una figlia, Jee-Yun, infatti le hanno dato il nome della defunta madre di Chimney. Nella quinta stagione lascia temporaneamente la 118 per andare in cerca di Meddie per poi ritrovarla a Boston con cui pian piano si ricongiungono tornando a essere una coppia. Nella sesta stagione i due lasciano il vecchio appartamento per trasferirsi in una nuova casa. Chimney decide di chiedere a Meddie di sposarlo finendo col essere lui a ricevere la proposta da Maddie insieme a Jee-Yun e lui accetta, i due poi si sposano diventando marito e moglie. Deve affrontare un duro momento quando Bobby muore per salvarlo, durante una missione di soccorso in un laboratorio chimico vengono entrambi infettati da un virus di natura batteriologica ma Bobby lascia che la sola dose di antidoto venga data a Chimney. Lui e Maddie avranno un altro figlio e lo chiamano Bobby in memoria del defunto amico.

### Michael Grant
Michael Grant. Interpretato da Rockmond Dunbar e doppiato da Stefano Mondini. È l'ex marito di Athena e padre di May e Harry. Lui e Athena si sono inevitabilmente lasciati dopo che Michael ha fatto coming out, sebbene siano rimasti comunque buoni amici. È un architetto, ha un cuore d'oro e spesso si è rivelato sensibile quanto saggio. Lui e Bobby diventano buoni amici. Nella terza stagione scoprirà di avere il cancro dal quale riuscirà a guarire. Intraprende una relazione con David, e i due lasciano insieme Los Angeles e si trasferiscono ad Haiti.

### Abby Clark
Abigail "Abby" Clark. Interpretata da Connie Britton e doppiata da Roberta Pellini. È una centralinista del 9-1-1, accudisce sua madre che soffre del morbo di Alzheimer. Intraprenderà una relazione con Buck, ma quando sua madre morirà, deciderà di lasciare la città e di viaggiare. Per un po' di tempo lei e Buck avranno una storia a distanza, inoltre Abby ha visitato molti luoghi come l'Irlanda, l'Italia e il Marocco; la loro relazione però si concluderà in quanto Abby non aveva più intenzione di tornare da lui a Los Angeles. Dopo alcuni anni ritornerà in California, tra l'altro Abby ora ha un nuovo fidanzato di nome Sam, un padre single, con cui progetta di sposarsi. Lei e Buck si rivedranno durante un incidente con un treno e lì scoprirà che è fidanzata.

### Maddie Buckley
Maddie Han nata  Buckley. Interpretata da Jennifer Love Hewitt e doppiata da Stella Musy. È la sorella maggiore di Buck, in passato lavorava come infermiera. È sposata con Doug, anche se poi lo lascerà per scappare a Los Angeles, stufa dei suoi abusi, infatti Doug è un marito violento. Arrivata a Los Angeles, inizierà a lavorare come centralinista al 9-1-1. È una donna gentile e affettuosa, ma anche coraggiosa e combattiva. Intraprenderà una relazione con Chimney innamorandosi di lui, anche se il loro amore verrà ostacolato dal ritorno di Doug, il quale rapirà Maddie, che però riuscirà a ucciderlo, non dovendo più avere paura di lui. Lei e Chimney avranno una figlia, Jee-Yun. Purtroppo tempo dopo la nascita crederà di essere una cattiva madre e di essere un pericolo per sua figlia abbandonando sia lei e il compagno, in un primo momento cerca di suicidarsi per poi ripensarci e farsi curare scoprendo che non soffre di depressione post-partum ma di tiroidite silente. Superato questo ostacolo e ricongiuntasi con Chimney torna con lui e Jee-Yun a Los Angeles, infine lei e Chimney si sposano diventando una vera famiglia, Maddie dà alla luce il loro secondo figlio, il piccolo Bobby.
In Lotta o muori sul cellulare di Doug viene letto il suo nome completo, ovvero Madeline, nonostante ciò in Qual è il reclamo? Chimney avendo sempre creduto che "Maddie" fosse solo un diminutivo scopre con un certo stupore che in realtà è il suo nome di battesimo, come lei stessa afferma «È il nome sul mio certificato di nascita».

### Eddie Diaz
Edmundo "Eddie" Diaz. Interpretato da Ryan Guzman e doppiato da Andrea Mete. È un pompiere e paramedico. Viene dal Texas, si trasferirà a Los Angeles lavorando nella stazione 118. In passato ha lavorato come infermiere per l'esercito, è stato decorato con la stella d'argento, prestando servizio in Afghanistan. Suo padre è messicano, mentre la madre è svedese. È sposato con Shannon, i due hanno un figlio affetto da paralisi cerebrale, Christopher, a cui lui vuole molto bene. È un brav'uomo, ma essendo orgoglioso e introverso fatica a trovare una stabilità, questo si è sempre riflesso sia nella sfera amorosa che nel modo di relazionarsi con la famiglia, infatti Eddie tende a sabotare i suoi rapporti con la gente e non riesce ad avere relazioni mature. Si è trasferito a Los Angeles nella speranza di riconciliarsi con Shannon, la quale era andata a vivere lì dopo aver lasciato il marito e il figlio, dato che Eddie l'aveva sempre trascurata mettendo al primo posto la carriera militare. I due proveranno a ricostruire il loro matrimonio, ma inutilmente e Shannon morirà in un incidente d'auto (poco dopo aver chiesto il divorzio a suo marito) e Eddie dovrà crescere da solo suo figlio. Lui e Buck sono molto amici tanto che quando ha rischiato di morire dopo essere stato colpito da un cecchino, nomina Buck tutore di Christopher in caso gli succedesse qualcosa. Eddie appare incapace di superare la morte di Shannon, infatti pur frequentando altre donne non è capace di impegnarsi nelle sue relazioni sentimentali, la cosa rischia di degenerare quando Christopher scopre che Eddie ha iniziato a uscire con una donna, la sosia perfetta di Shannon, trovando tutto ciò troppo controverso lascia il padre per andare a vivere temporaneamente con i genitori di Eddie in Texas. Benché Eddie fosse disposto a tornare in Texas per stare con il figlio, i due decidono poi di rimanere a Los Angeles quando trovano la forza di appianare le loro divergenze.

### May Grant
May Grant. Interpretata da Corinne Massiah e doppiata da Giulia Tesei. È la figlia più grande di Athena e Michael, e sorella maggiore di Harry, è una ragazza molto buona e sensibile. All'inizio è stato molto difficile per lei affrontare il divorzio di Michael e Athena. Vuole molto bene ai suoi genitori e a suo fratello, inoltre si affezionerà anche a Bobby il quale diventerà il suo patrigno. Dopo il diploma inizierà a lavorare insieme a Maddie al call center come centralinista al 9-1-1, ma poi lascia il lavoro dopo aver quasi rischiato di morire in un incendio decidendo di andare a studiare all'università.

### Harry Grant
Harry Grant. Interpretato da Marcanthonee Jon Reis (stagioni 1-5) e Elijah M. Cooper (stagione 7), doppiato da Mattia Fabiano. È il figlio più piccolo di Athena e Michael, e fratello minore di May. Porta il nome del defunto padre di Michael. È un ragazzo molto altruista e disponibile, oltre che simpatico. In breve tempo, sia lui sia May prenderanno in simpatia Bobby quando lui entrerà a far parte della famiglia. Dopo il rapimento da parte di Jeffrey Hudson, da cui poi viene salvato, affronta un momento di rabbia e smarrimento, che però riesce a superare. Si trasferisce a Miami con suo padre.

### Christopher Diaz
Christopher Diaz. Interpretato da Gavin McHugh, doppiato da Edoardo Vivio. È il figlio di Eddie e Shannon ed è affetto da paralisi cerebrale. Le sue condizioni di salute hanno rappresentato la principale causa di discordia tra i suoi genitori. È nato in Texas ma poi lui e suo padre si trasferiscono a Los Angeles. È un bambino buono e gentile ed è la ragione di vita del padre Eddie. Quando scopre che a sua insaputa Eddie aveva iniziato a frequentare una donna identica alla defunta madre Shannon, il ragazzino confuso dallo strano comportamento di suo padre, decide di tornare a vivere con Texas con i genitori di Eddie, i quali già in passato volevano farlo venire a vivere con loro. Christopher, distanziandosi da suo padre, ora è più sereno, tuttavia decide di tornare a vivere a Los Angeles con il padre dopo che i due si riconciliano.

### Albert Han
Albert Han Interpretato da John Kim, doppiato da Riccardo Suarez. È il fratello minore di Chimney, hanno lo stesso padre, ma madri diverse. Fin da piccolo ha seguito un programma di studio avanzato, riuscendo persino a laurearsi in anticipo. Stufo di vivere a Seul con suo padre, che pretende di controllare la sua vita, decide di lasciare la Corea del Sud e di trasferirsi a Los Angeles e va a vivere insieme a Chimney. Inizialmente Chimney è infastidito dalla sua presenza ma la verità è che era semplicemente geloso del fatto che loro padre preferisse Albert a lui. Chimney e Albert si riconciliearanno e impareranno a volersi bene. Albert si trasferirà poi a casa di Buck diventando il suo coinquilino. Sebbene in un primo momento volesse fare il vigile del fuoco come il fratello (avendo anche superato l'esame all'accademia) tempo dopo cambia idea capendo che non è il lavoro adatto a lui. Ritorna in Corea del Sud dai suoi genitori, il rapporto col padre migliora molto.

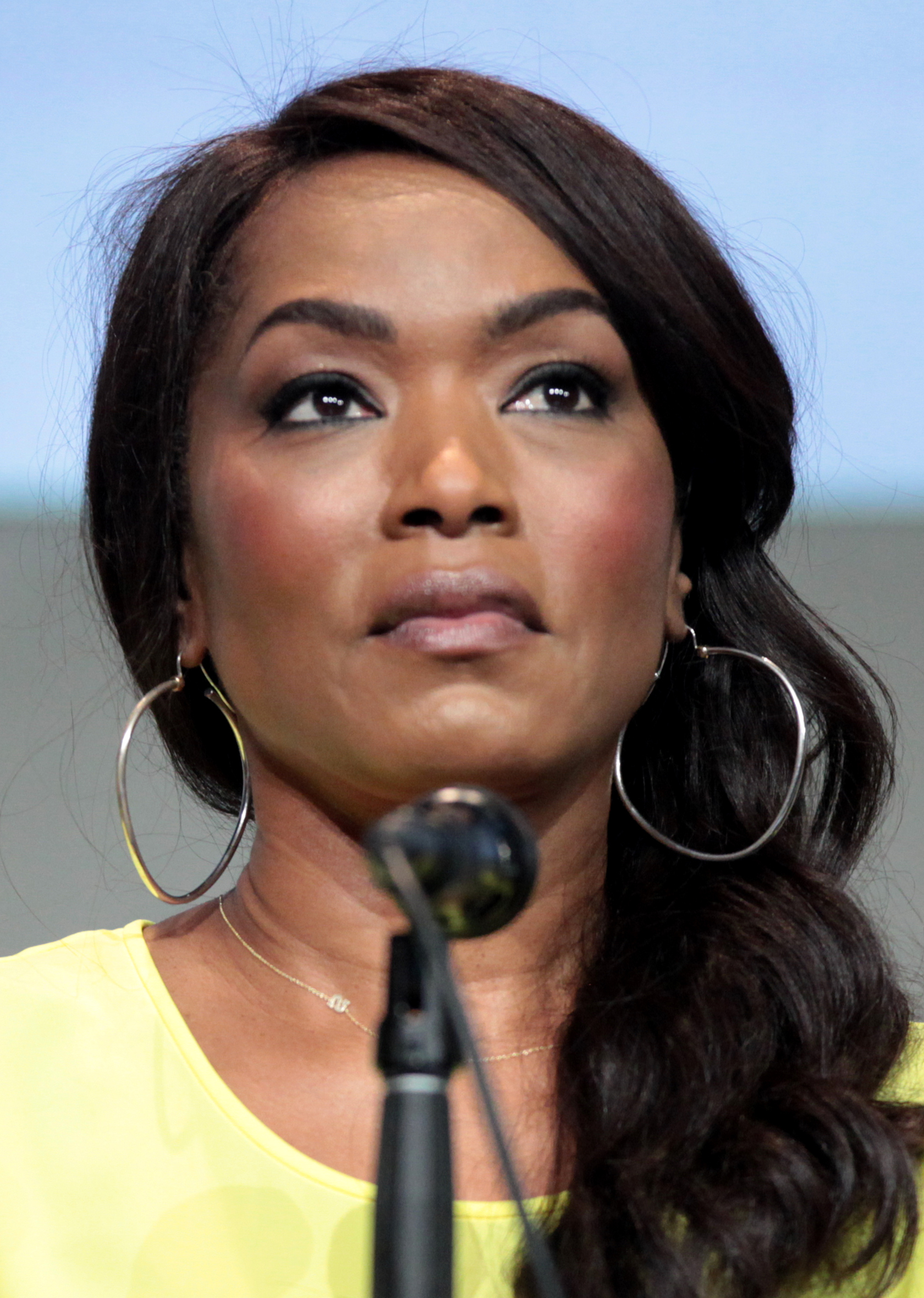
Angela Bassett interpreta Athena Carter
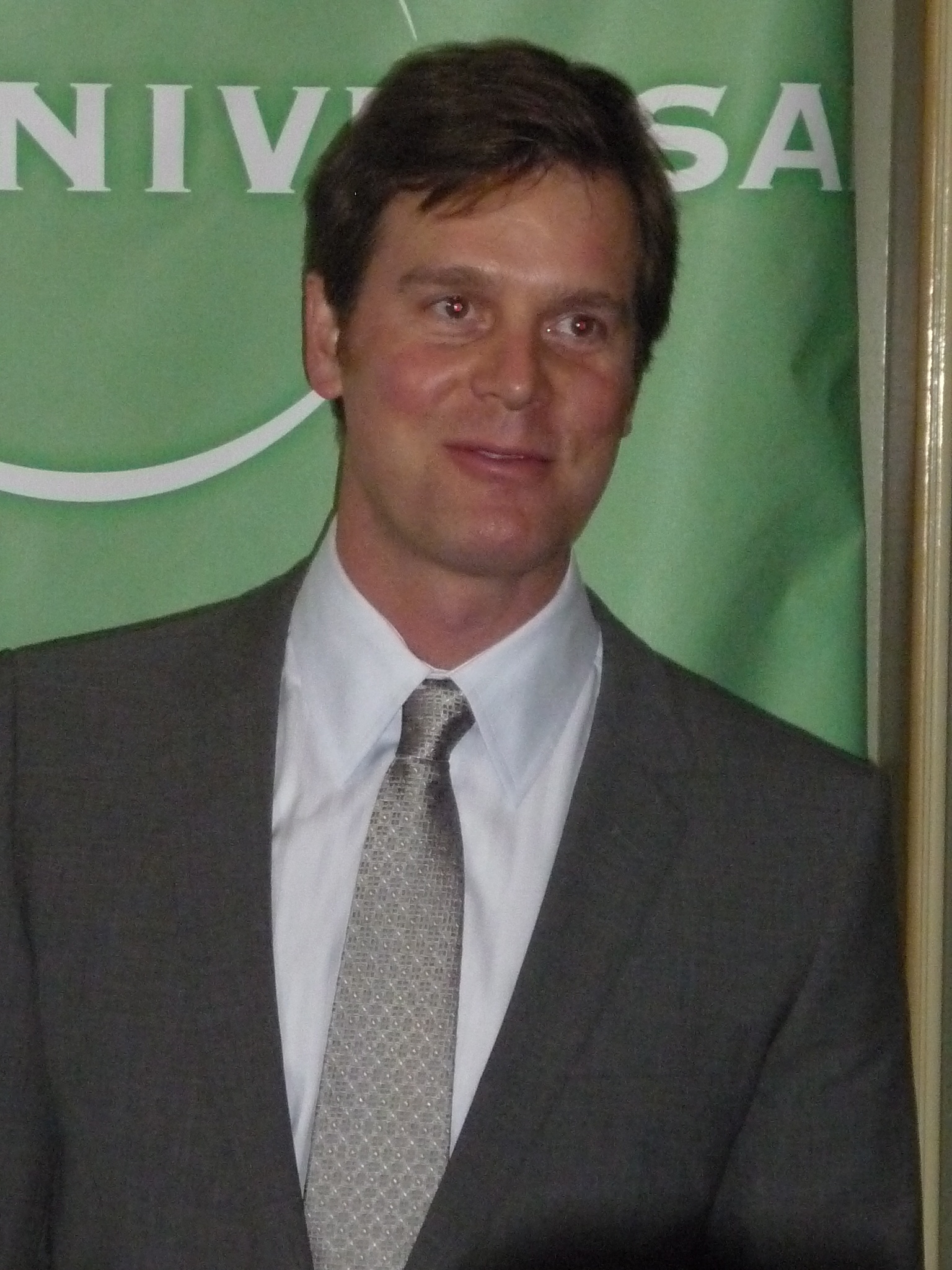
Peter Krause interpreta Bobby Nash
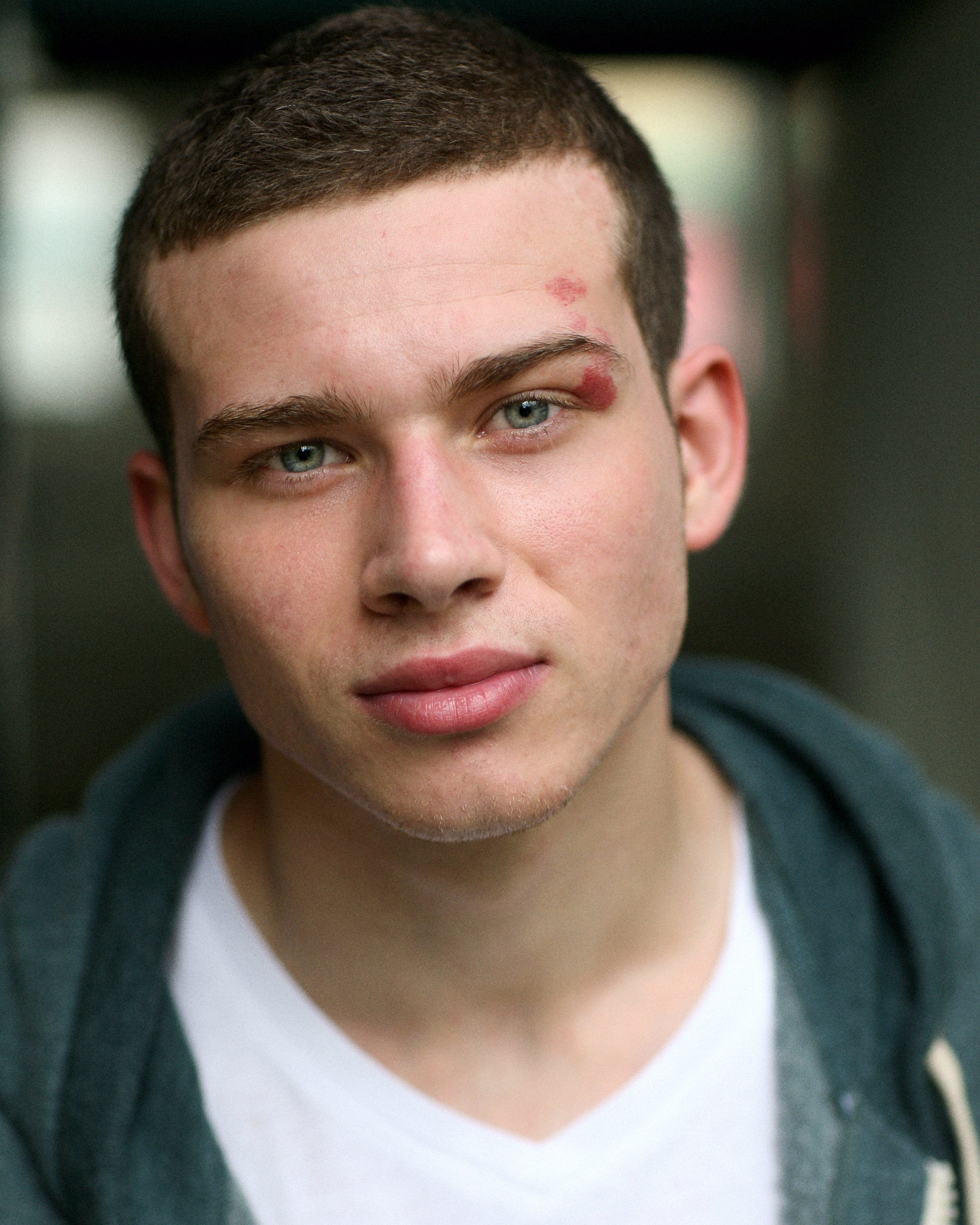
Oliver Stark interpreta Evan Buckley
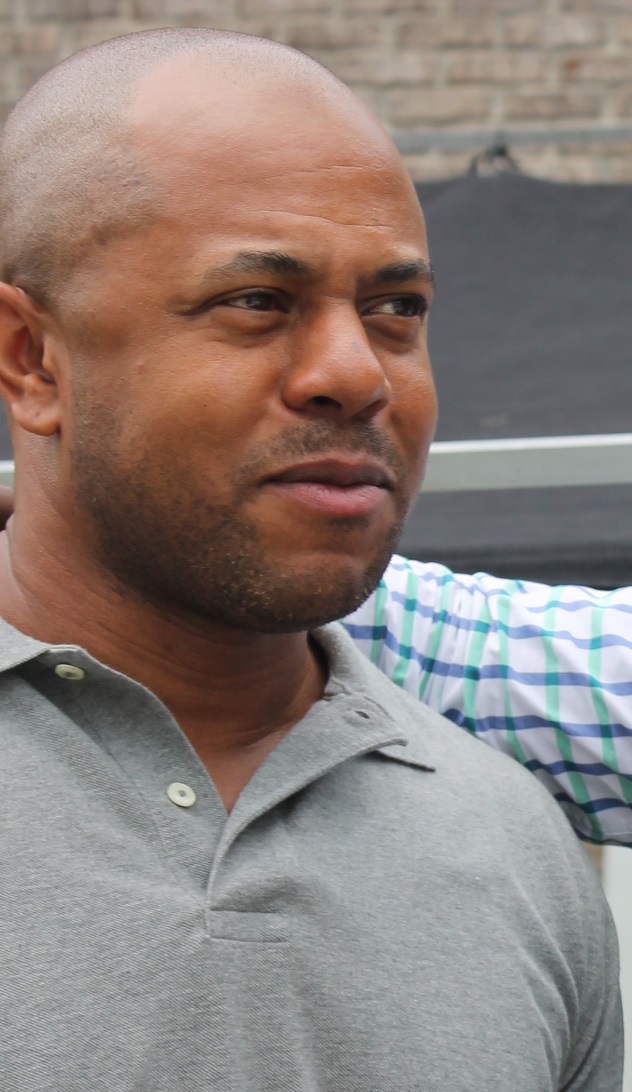
Rockmond Dunbar interpreta Michael Grant
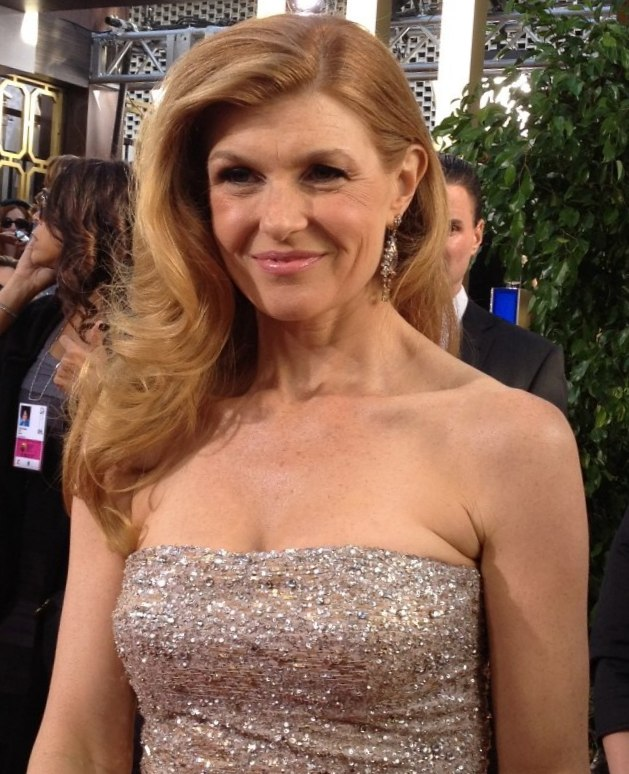
Connie Britton interpreta Abby Clark
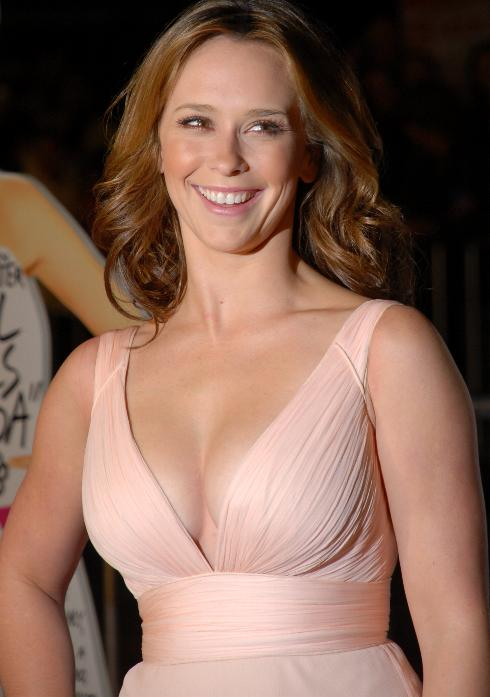
Jennifer Love Hewitt interpreta Maddie Buckley
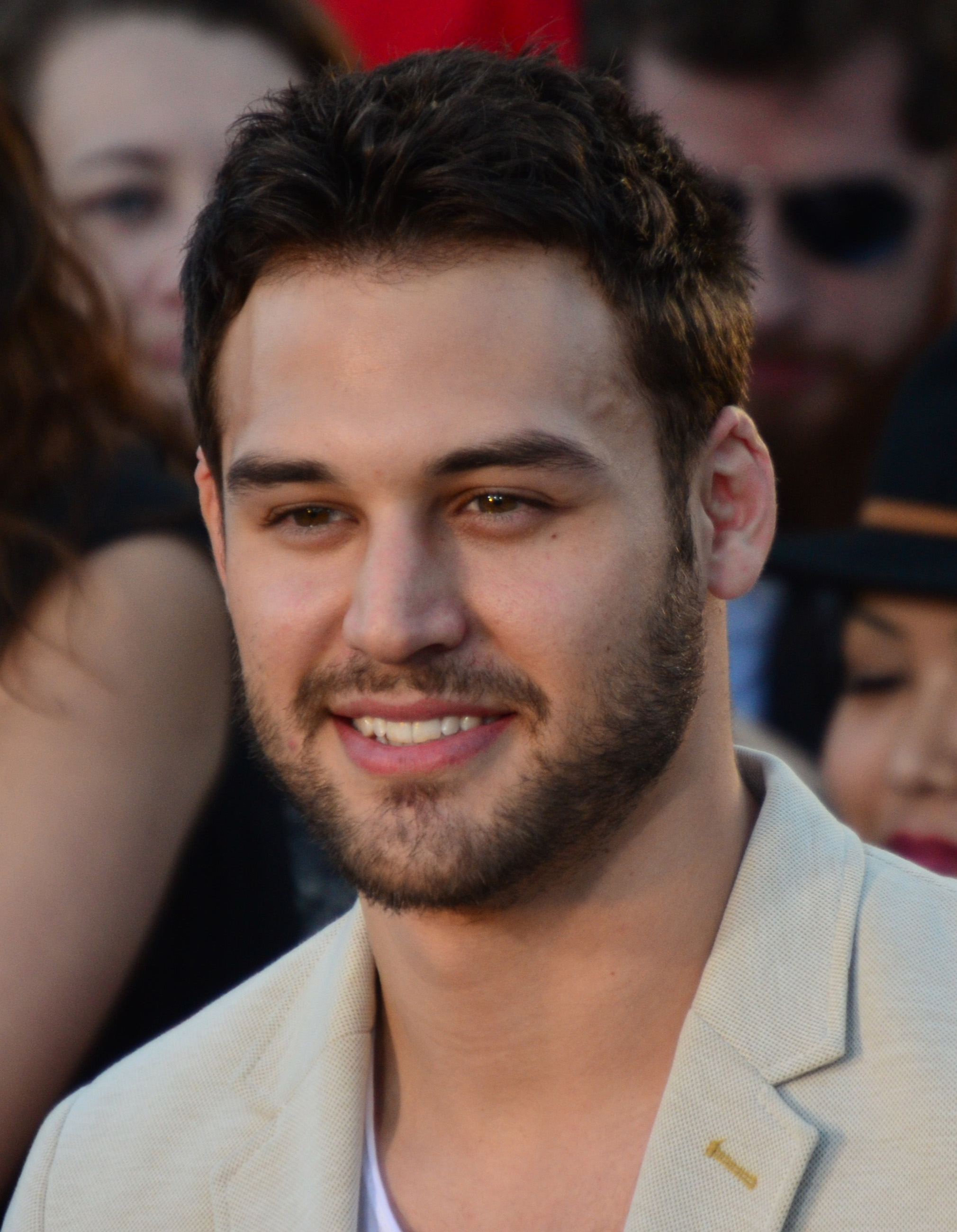
Ryan Guzman interpreta Eddie Diaz
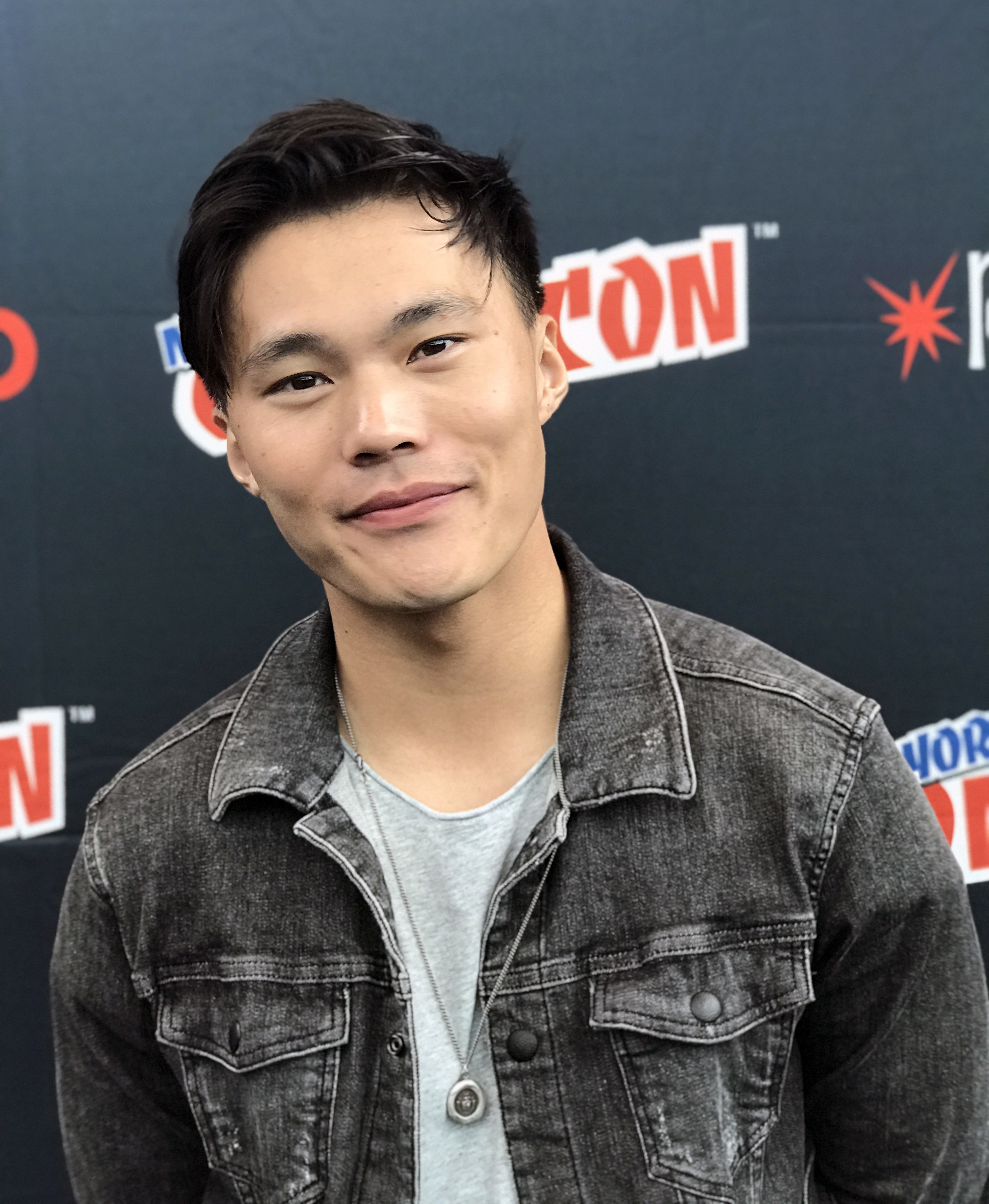
John Kim interpreta Albert Han

## Personaggi secondari

### Introdotti nella prima stagione
- Carla Price, interpretata da Cocoa Brown, doppiata da Michela Alborghetti.
 È un'operatrice dei servizi sociali che aiuta Abby a prendersi cura della madre. Diventerà una buona amica sia di Abby sia di Buck. Sarà di grande aiuto per Eddie, infatti spesso e volentieri gli dà una mano a prendersi cura di Christopher.
- Tatiana, interpretata da Rachel Breitag, doppiata da Francesca Manicone.
 È un'agente di polizia, lei e Chimney avranno una breve relazione, successivamente lei lo lascerà dopo che Chimney le aveva chiesto di diventare sua moglie. In seguito si scoprirà che si è sposata e che è incinta.
- Matthew Clark, interpretato da Doug Savant, doppiato da Mauro Gravina.
È il fratello di Abby, è sposato con dei figli. Quando Abby lascerà Los Angeles, in seguito alla morte di Patricia, andrà a vivere da Matthew.
- Patricia Clark, interpretata da Mariette Hartley, doppiata da Graziella Polesinanti.
 È la madre di Abby e Matthew, soffre di Alzheimer. Muore nel finale della prima stagione.
- Karen Wilson, interpretata da Tracie Thoms, doppiata da Marta Altinier.
 È la moglie di Hen, lavora in un centro di ricerca aerospaziale, è stato Chimney in principio a farle conoscere. Il loro matrimonio per un po' di tempo è stato in crisi dato che Hen l'aveva tradita con Eva, ma poi la perdonerà. Durante la seconda stagione proveranno ad avere un altro bambino oltre a Danny, ma a causa di alcuni farmaci che prendeva non può restare incinta.
- Eva, interpretata da Abby Brammell, doppiata da Daniela Calò (s.1-2) e Laura Cosenza (s.5)
 È l'ex fidanzata di Hen, ha problemi di tossicodipendenza. Uscita di prigione tenterà più volte di distruggere la famiglia di Hen, ma poi rischierà di morire per un'overdose, venendo salvata da Hen, finendo in prigione dato che era agli arresti vigilati avendo violato i termini della sua libertà.
- Sue Blevins, interpretata da Debra Christofferson, doppiata da Cristina Piras.
Centralinista del 911, lei e Maddie sono molto amiche, è una donna affettuosa, comprensiva e di buon cuore.
- Danny, interpretato da Declan Pratt, doppiato da Gabriele Meoni.
È il figlio di Hen e Karen, lo hanno adottato, in realtà la madre di Danny è Eva, era stata lei in principio a chiedere alle due di prendersi cura di Danny dato che lei non poteva visto che doveva scontare una pena in carcere. Il padre biologico di Danny si chiama Nathaniel, con il suo aiuto Eva aveva tentato di togliere la custodia del bambino a Karen e Hen, ma Nathaniel rinuncia all'affidamento vedendo che suo figlio è felice con la sua famiglia.
- Aaron Brooks, interpretato da Todd Williams, doppiato da Andrea Lavagnino.
Athena intraprenderà una breve relazione con lui poco dopo il suo divorzio con Michael.

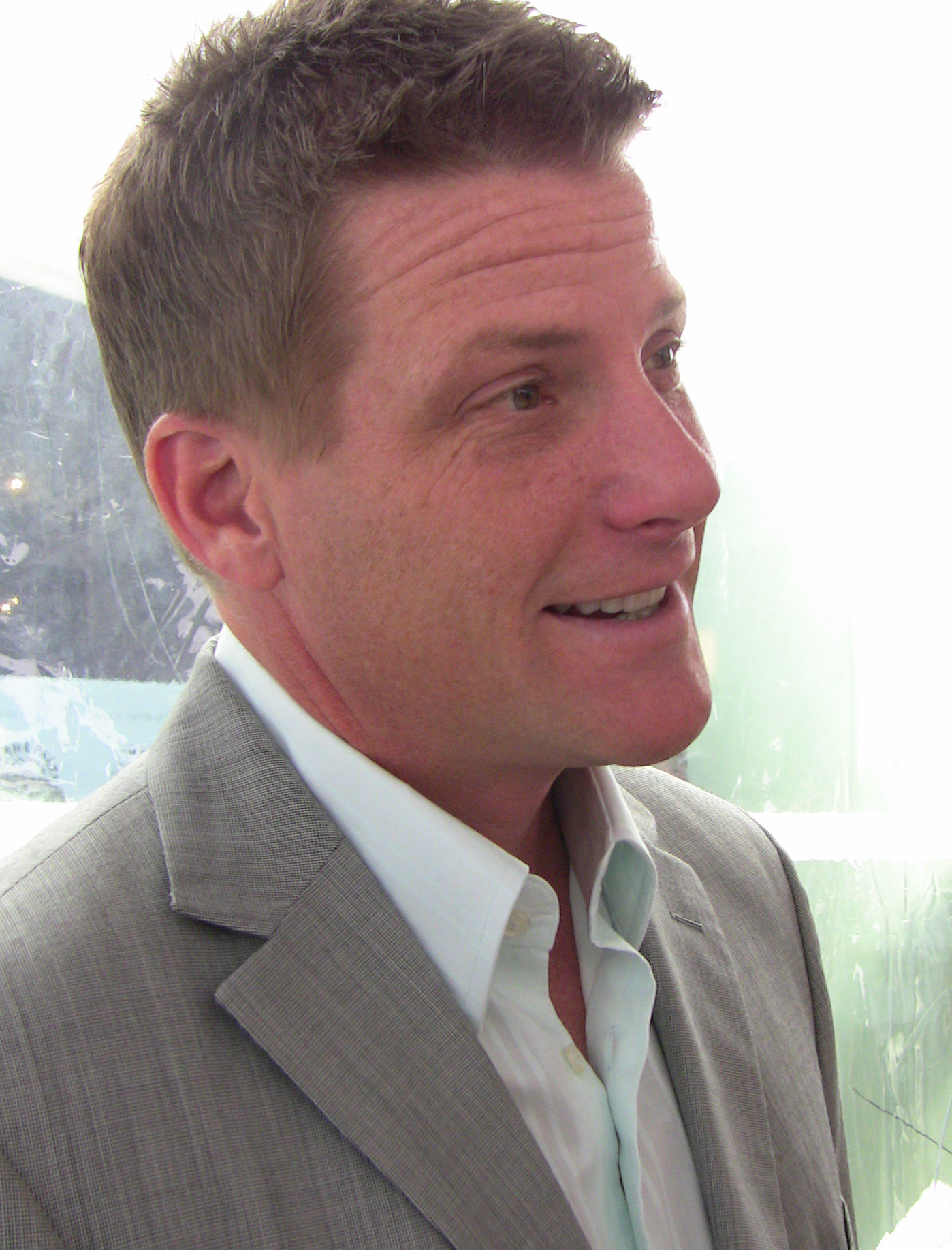
Doug Savant interpreta Matthew Clark
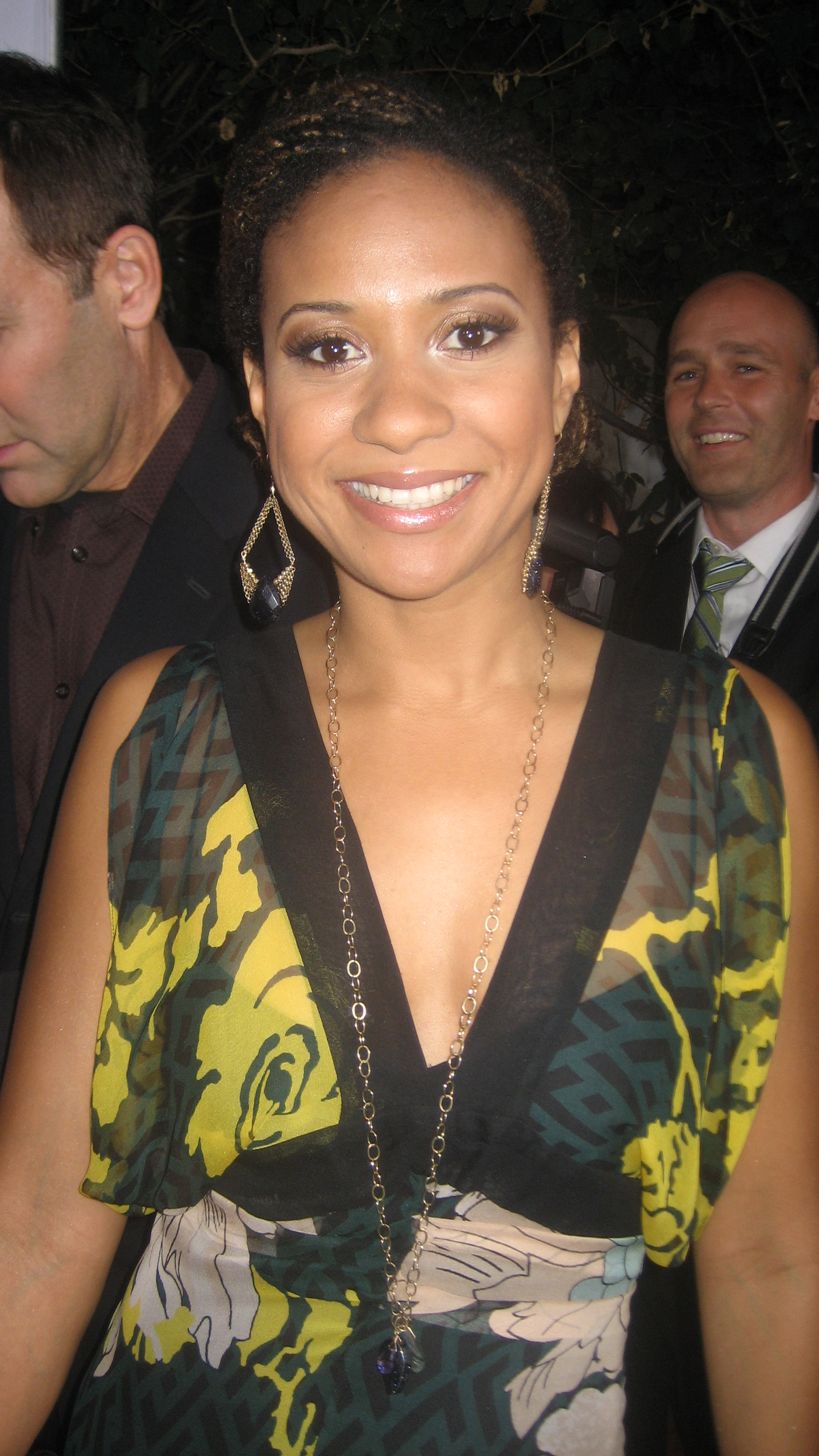
Tracie Thoms interpreta Karen Wilson
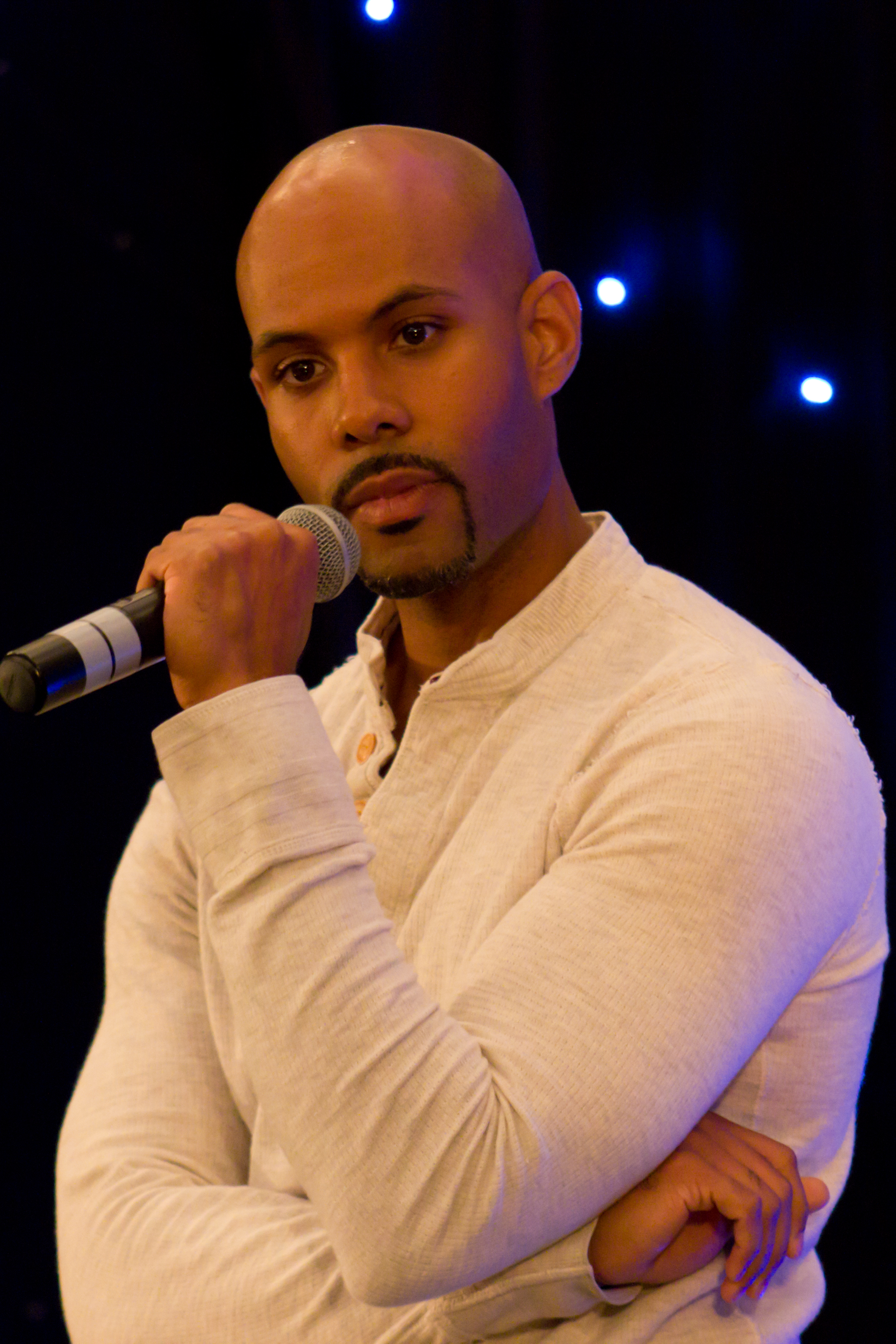
Todd Williams interpreta Aaron Brooks

### Introdotti nella seconda stagione
- Josh Russo, interpretato da Bryan Safi, doppiato da Francesco De Francesco (stagioni 2-5) e Francesco Meoni (stagione 6-in corso).
Centralinista del 911, è omosessuale, lui e Maddie diventano in breve tempo ottimi amici, e proprio lui a guidarla nei suoi primi giorni di lavoro, così come ha farà anche con May quando pure lei presterà servizio al call center. Prima di lavorare come centralinista, era un dattilografo.
- Shannon Diaz, interpretata da Devin Kelley, doppiata da Chiara Gioncardi.
È la moglie di Eddie e madre di Christopher. Lei e Eddie si sono conosciuti quando erano ancora due adolescenti, Eddie l'ha sposata dopo averla messa incinta. Dopo un lungo periodo di crisi matrimoniale lei deciderà di chiedere il divorzio, per poi morire in un incidente stradale.
- Taylor Kelly, interpretata da Megan West, doppiata da Loretta Di Pisa.
Giovane ragazza in carriera che lavora come giornalista televisiva. Ha un carattere autoritario, ma nel profondo ha un buon cuore, lei e Buck inizieranno a uscire insieme, e sebbene all'inizio Kelly non desiderasse una relazione seria, in seguito i due diventeranno una coppia. Buck però la lascia dato che in più di un'occasione Taylor si è dimostrata pronta a mettere la caserma 118 in una cattiva luce costruendo dei servizi al solo scopo di fare carriera.
- Vincent Gerrard, interpretato da Brian Thompson, doppiato da Roberto Draghetti (stagione 1) e Pierluigi Astore (stagioni 7-8).
Era il capitano della stazione 118, prima di Bobby. È stato il superiore di Chimney e Hen. Prepotente, rabbioso e maschilista, viene cacciato via dai suoi superiori a causa dei continui richiami sulla sua condotta. La sua amica, il consigliare comunale Olivia Ortiz, gli permette di riottenere il comando della 118 sostituendo Bobby, si scopre che era un espediente per danneggiare Hen anche perché voleva toglierle la custodia legale di Mara. Ma Gerrard dando prova a dispetto dei suoi difetti di avere integrità morale, si rivolta contro Ortiz consegnando una registrazione degli illeciti legali che lei stava usando contro Hen. Dopo quanto accaduto Gerrard dà le dimissioni e Bobby riprende il suo posto guidando la 118.
- Doug Kendall, interpretato da Brian Hallisay, doppiato da Alessandro Capra.
È il marito di Maddie, è un cardiochirurgo. Sua moglie lo lascerà dato che è sempre stato un marito violento. Riuscirà a trovare Maddie, che era fuggita a Los Angeles, e la rapirà, anche se poi, alla fine, Maddie per autodifesa lo ucciderà accoltellandolo.
- Beatrice Carter, interpretata da Beverly Todd, doppiata da Ludovica Modugno (stagioni 2-3) e Cristiana Dian (stagione 6).
È la madre di Athena, le due si somigliano molto, e probabilmente è per questo che hanno sempre avuto un rapporto conflittuale, sebbene si vogliano molto bene. Quando il primo fidanzato di Athena morì lei la pregò di lasciare la polizia con lei ma Athene rifiutò e questo incrinò il loro rapporto. In un primo momento non era a favore del matrimonio di Athena e Bobby, ma poi imparerà ad accettare il loro amore.
- Eli Cobb, interpretato da Mac Brandt, doppiato da Alessandro Quarta.
Paramedico della caserma 118, nonché mentore di Chimney oltre a essere per lui un caro amico. Marito e padre di famiglia, Eli è un uomo saggio, comprensivo e sensibile, lascia Los Angeles trasferendosi a Boston.
- Aly, interpretata da Tiffany Dupont, doppiata da Mattea Serpelloni.
Lei e Buck intraprenderanno una relazione dopo che lui e Eddie le salveranno la vita mentre era intrappolata in un edificio a causa di un terremoto, ma poi Aly lascerà Buck non avendo la forza di stare insieme a un uomo che mette sempre a rischio la sua vita dietro a un lavoro così pericoloso.
- Lola Peterson, interpretata da Romy Rosemont, doppiata da Beatrice Margiotti.
Sposata con suo marito Norman da molti anni, sta con lui fin da quando era ancora una diciassettenne. Stanca della routine matrimoniale, tradisce Norman con un uomo più giovane, Julian, il quale lavora in una nave crociera tramite la quale Lola e Norman viaggiano godendosi le loro vacanze. Attraverso i viaggi i crociera Lola e Julian guadagno soldi tramite attività di contrabbando, la faccenda degenera quando dei criminali armati, salgono sulla nave e rubano il dongle dove erano depositate le criptovalete nelle quali avevano investito il loro denaro. Alla luce dei suoi crimini, Lola viene arrestata dalla polizia.
- Norman Peterson, interpretato da Daniel Roebuck, doppiato da Lucio Saccone (stagione 2) e Giorgio Locuratolo (stagione 7).
È il marito di Lola, gestisce una lavanderia. Ignaro dei tradimenti della moglie, lo scopre nel modo peggiore quando, durante un viaggio in crociera con la moglie, un gruppo criminale ruba il dongle nel quale erano state caricate le criptovalute su cui i soldi che Lola e Julian (il suo amante) avevano investito i guadagni delle loro attività di contrabbando, mettendo così allo scoperto la relazione che Lola aveva con Julian. Pentita dei suoi errori, cerca di farsi perdonare da Norman, ma lui è troppo deluso dai comportamenti della moglie preferendo rinnegarla, specialmente quando Lola viene arrestata.
- Gloria, interpretata da Christine Estabrook, doppiata da Cristina Boraschi.
Centralinista del call center, all'apparenza sembra un'operatrice seria e professionale, ma in realtà esasperata dal proprio lavoro e con un divorzio alle spalle, col tempo ha iniziato a ignorare le telefonate di emergenza mettendo in pericolo coloro che chiedevano soccorso, quando Maddie lo scopre la fa allontanare dal call center. Gloria cerca di molestare Maddie facendo ostruzionismo telefonandole mentre lei è al lavoro, ma ciò le si ritorce contro quando Gloria rischia di morire in un incidente stradale, venendo però salvata dai soccorsi. Viene arrestata, tuttavia evita il processo avendo patteggiato, avendo smesso di lavorare ora è più serena, e mette anche da parte il rancore contro Maddie.
- Kevin Lee, interpretato da James Chen, doppiato da Emanuele Ruzza (stagione 2) e Marco Santolamazza (stagione 7).
Kevin era il figlio dei signori Lee, la famiglia da cui Chimney andò a vivere dopo la morte della madre, nonché il migliore amico di Chimney che considerava un fratello. Insieme a Chimney lavoravano in un karaoke bar ma dopo un incidente avvenuto nel locale lui e Chimney decisero di arruolarsi nei vigili del fuoco; si allenarono e diplomarono insieme ma mentre Chimney venne assegnato alla caserma 118 lui andò nella 113. Ha perso la vita durante un'operazione di salvataggio insieme alla caserma di Chimney a causa delle ustioni riportate.
- Tommy Kinard, interpretato da Lou Ferrigno Jr., doppiato da Davide Marzi (episodio 2x09 e stagione 7) e Carlo Scipioni (episodi 2x12 e 2x16).
In passato è stato un vigile del fuoco della 118, è stato uno dei primi con cui Chimney ha lavorato, quest'ultimo benché fosse ancora alle prime armi salvò la vita a Tommy, evento che permise a Chimney di integrarsi tra i membri della squadra. Attualmente lavoro nel soccorso aereo. È gay, lui e Buck intraprendono una relazione, si scopre inoltre che era stato il fidanzato di Abby prima che lei conoscesse Buck. Nonostante loro due si amino, Tommy prende la sofferta decisione di lasciarlo, lui è il primo uomo di cui Buck si è innamorato, di conseguenza ritiene giusto che quest'ultimo invece che impegnarsi con Tommy possa vivere altri amori.
- Ramon Diaz, interpretato da George DelHoyo, doppiato da Carlo Petruccetti (stagione 2), Gianluca Tusco (stagione 3 e 7) e Giorgio Locuratolo (stagioni 5-6).
È il padre di Eddie, di professione ingegnere petrolifero. Benché Eddie abbia tentato di non somigliarli, quasi inconsciamente ha finito col commettere gli stessi errori del padre: Ramon ha sempre messo Eddie in secondo piano dato che era quasi sempre lontano da casa per il lavoro, e nello stesso modo Eddie ha distrutto il suo matrimonio trascurando la moglie quando era un soldato, oltre al fatto che sono entrambi orgogliosi e quindi non inclini a manifestare i loro problemi personali.
- Freddie, interpretato da Anthony Turpel, doppiato da Leonardo Caneva.
Suo padre è stato arrestato dopo che Bobby e Athena avevano scoperto che aveva dato fuoco al proprio ristorante per intascare il premio sulla polizza, da allora Freddie ha maturato un forte disprezzo per tutti coloro che dal suo punto di vista hanno rovinato suo padre, il quale in carcere è morto, Freddie con dei pacchi bomba inizia a seminare il panico a Los Angeles, tramite uno dei quali uccide il giudice che condannò suo padre. Freddie minaccia il suicidio, per strada indossando un giubbotto pieno di esplosivo, ma Bobby gli toglie di mano il detonatore, infine Freddie viene arrestato dalla polizia.
- Rick Romero, interpretato da Danny Nucci, doppiato da Stefano Thermes (st. 2), Edoardo Nordio (st. 3-4) e Enzo Avolio (st. 6-7).
Detective del dipartimento di polizia di Los Angeles, collega di lavoro di Athena e suo primo partner quando è entrata in polizia. Sono buoni amici e spesso lavorano insieme a numerosi casi.

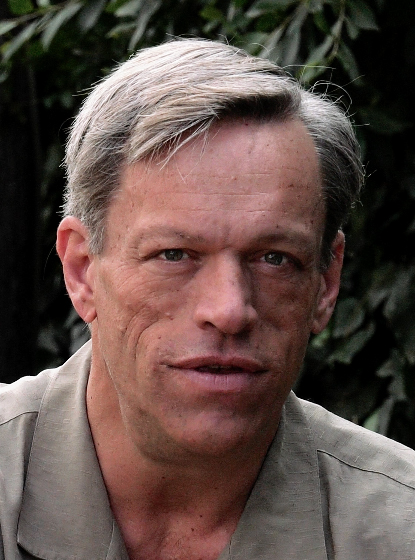
Brian Thompson interpreta Vincent Gerrard
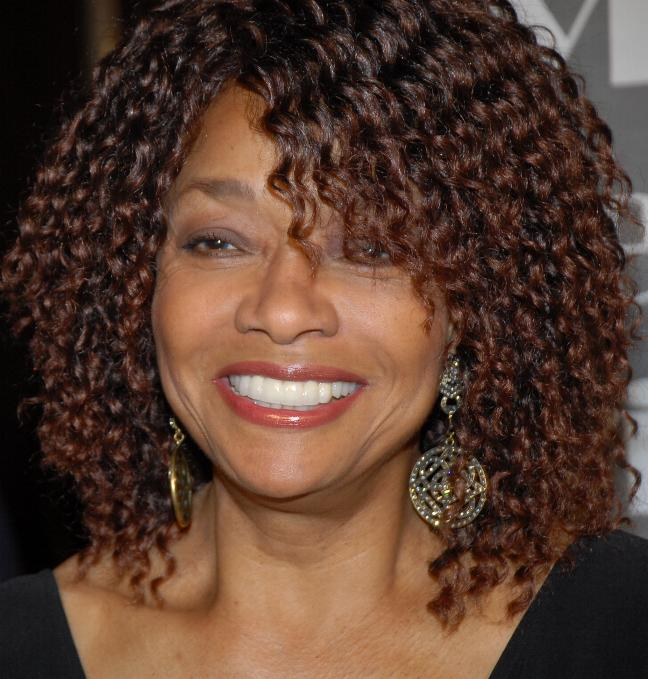
Beverly Todd interpreta Beatrice Carter
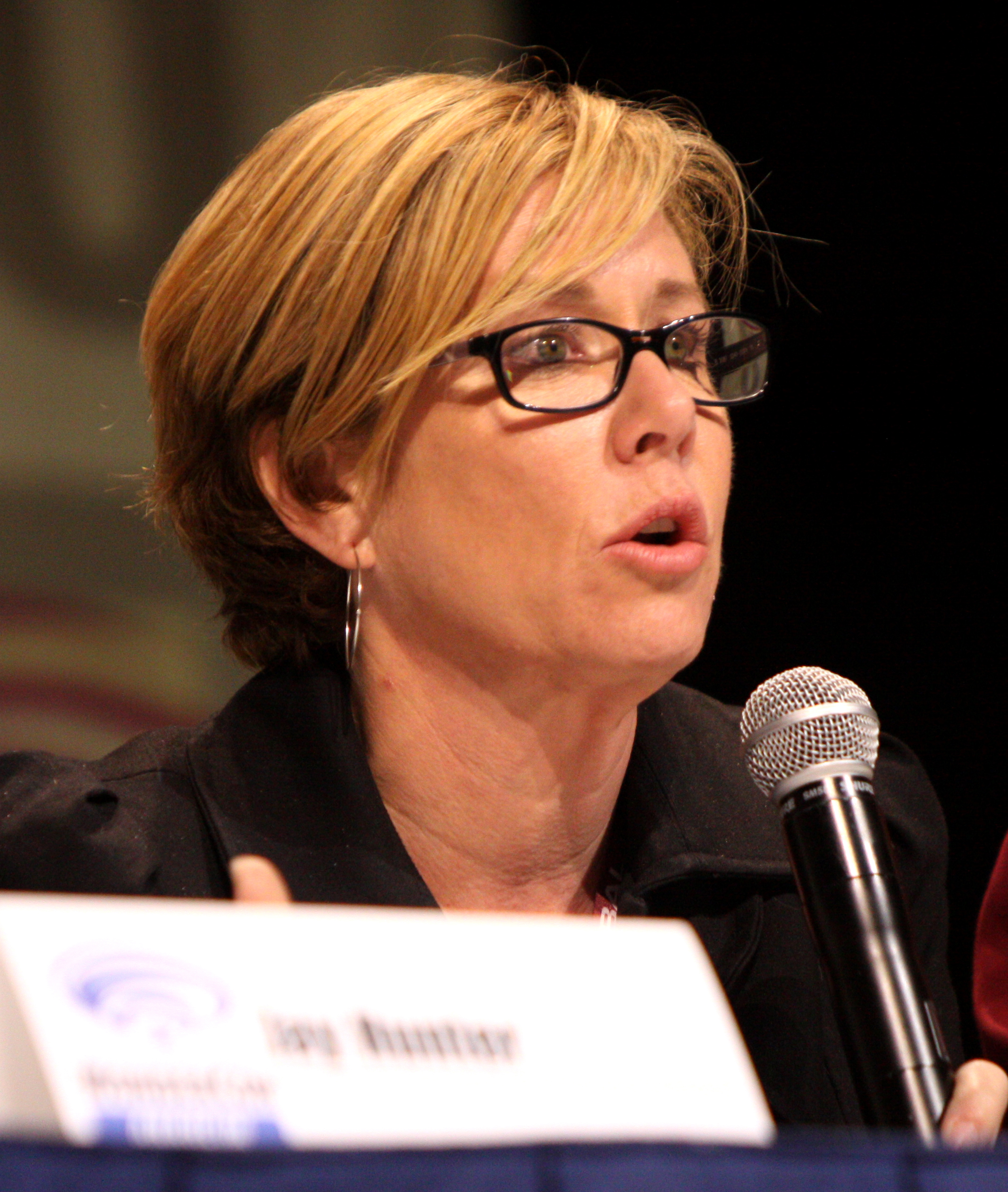
Romy Rosemont interpreta Lola Peterson
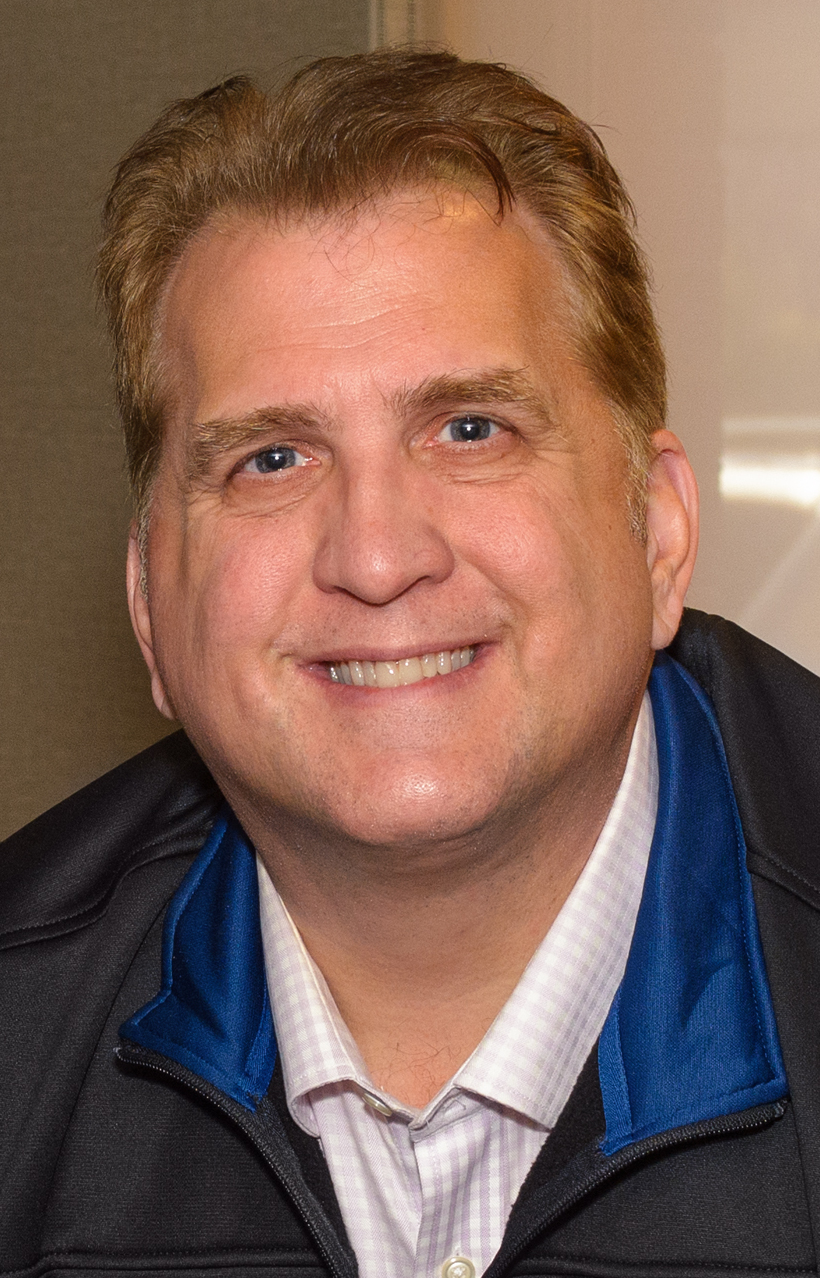
Daniel Roebuck interpreta Norman Peterson

### Introdotti nella terza stagione
- Lena Bosko, interpretata da Ronda Rousey, doppiata da Loretta Di Pisa.
Pompiere della stazione 136, viene assegnata temporaneamente alla stazione 118 in sostituzione di Buck, stringendo un buon rapporto di amicizia con Eddie.
- Tara, interpretata da Ellen Hollman, doppiata da Daniela Calò.
Donna costretta a subire i maltrattamenti del suo violento marito Vincent. Maddie proverà a farsela amica per convincerla a lasciare suo marito. Tara sparerà a Vincent il quale verrà salvato da Maddie, venendo ricoverato in ospedale. Purtroppo, a causa della sua debolezza di carattere, Tara resterà con lui non avendo il coraggio di lasciarlo.
- Chase Mackey, interpretato da Jordan Belfi, doppiato da Marco Vivio.
Avvocato che pensa solo a fare soldi, sempre a caccia di cause legali per trarne profitto. Quando il corpo dei vigili del fuoco negherà a Buck il suo reintegro, Mackey prenderà in mano il caso e aiuterà Buck a riavere il suo lavoro.
- Greg, interpretato da Sean Kleier, doppiato da Stefano Broccoletti.
Si era avvicinato a Josh tramite un sito per appuntamenti, fingendosi interessato a lui. Alla prima uscita lo ha attirato in una zona buia per poi picchiarlo e gli ha rubato il badge del 911 con l'obiettivo di introdursi con i suoi complici e prendere in ostaggio gli operatori come diversivo per rapinare delle opere d'arte in un museo, ma il loro piano andrà in fumo. Maddie lo metterà fuori combattimento, infine Greg e i suoi complici finiranno in prigione.
- Ana Flores, interpretata da Gabrielle Walsh.
Ha insegnato nella scuole dove studia Christopher, in breve tempo lei e Eddie si rivelano attratti l'una dall'altro e in seguito intraprenderanno una relazione. Eddie però deciderà di lasciarla capendo che, pur volendole bene, non è in grado di amarla come lei merita.
- Jeffrey Hudson, interpretato da Noah Bean, doppiato da Dimitri Winter (stagione 3) e Fabrizio Dolce (stagione 5).
Stupratore seriale a cui Athena dà la caccia, la donna riesce poi ad arrestarlo. Jeffrey viene processato, ma riesce a evadere, ormai ossessionato da Athena, decide di colpirla rapendo il figlio Harry, ma la polizia e i vigili del fuoco della caserma 118 riescono a salvarlo, Athena spara a Jeffrey uccidendolo.
- Dennnis Jenkins, interpretato da Glenn Plummer, doppiato da Dario Oppido (stagione 3) e Fabrizio Russotto (stagione 8).
Gestisce un centro di accoglienza per ragazzi a rischio, ha fatto carriera come filantropo. In gioventù era un delinquente, uccise Emmett il fidanzato di Athena, la quale dopo anni di indagine riesce a trovare le prove per incriminare Jenkins arrestandolo. Egli patteggia con il procuratore, infatti in carcere fa amicizia con Maxwell Fulton, il quale aveva lucrato tramite il traffico di ragazze minorenni, Athena protegge Jenkins e con il suo aiuto entra in possesso della lista dei clienti di Maxwell. Athena gli dà il permesso di accettare il rilascio anticipato in modo da offrire a Jenkins la possibilità di redimersi e diventare un uomo migliore.
- Darius, interpretato da Dante Brown, doppiato da Federico Boccanera.
Compagno di scuola di May nonché suo interesse amoroso.

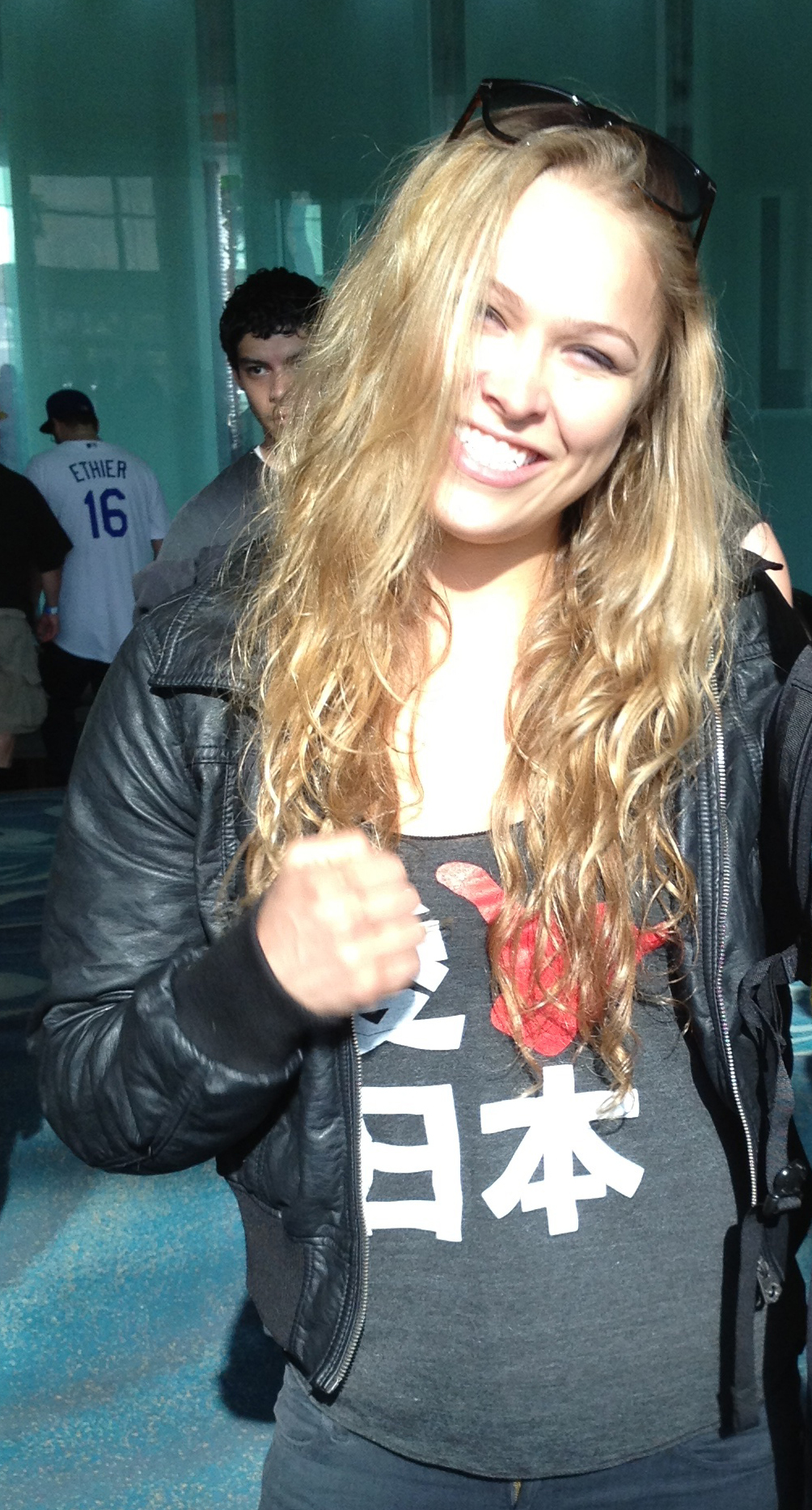
Ronda Rousey interpreta Lena Bosco
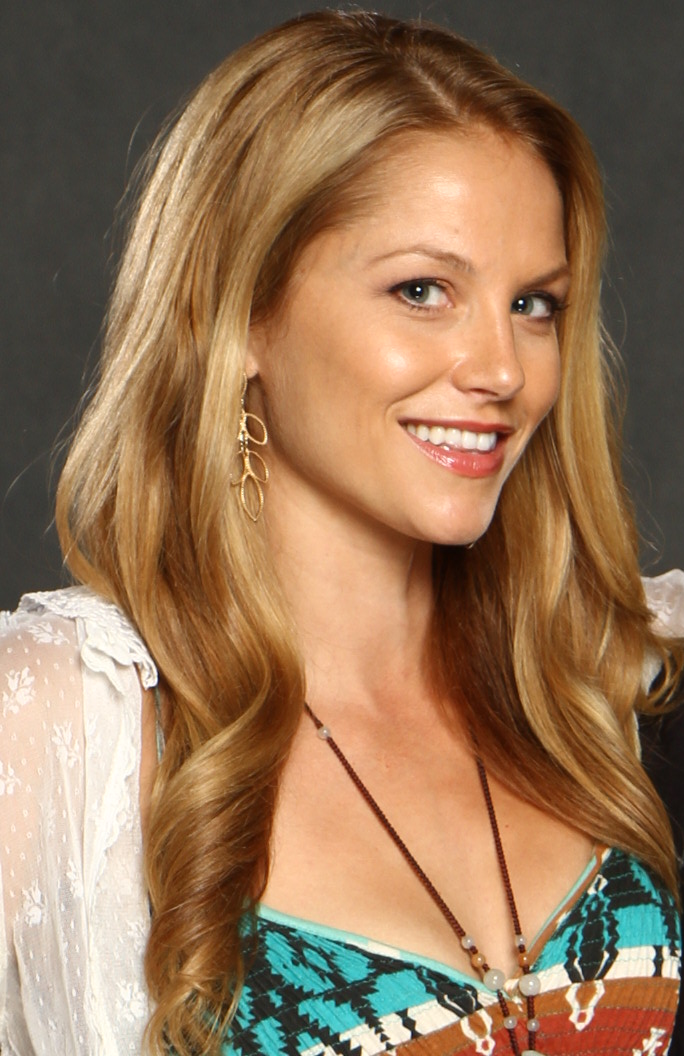
Ellen Hollman interpreta Tara
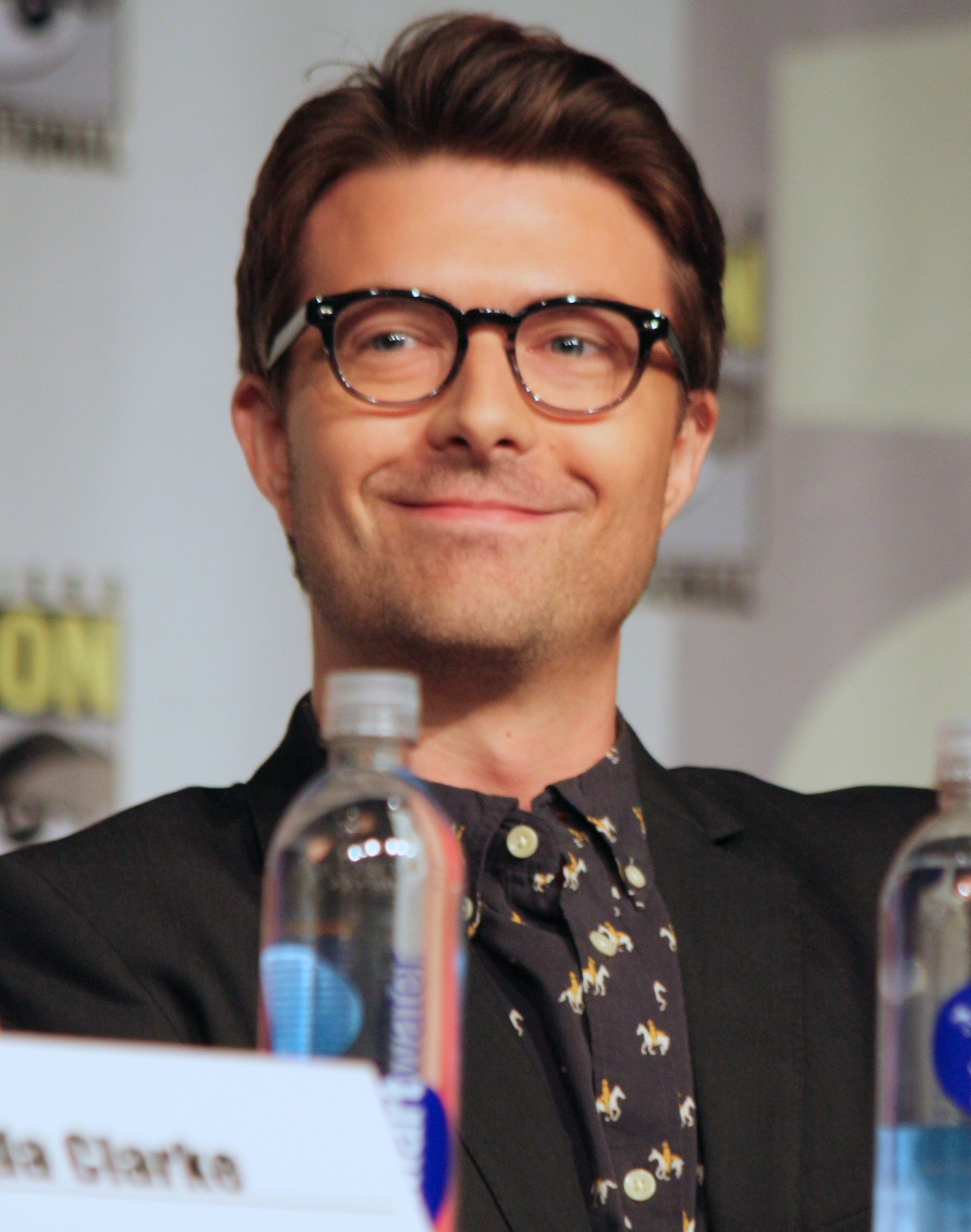
Noah Bean interpreta Jeffrey Hudson

### Introdotti nella quarta stagione
- Sylvia Mays, interpretata da Lilli Birdsell, doppiata da Gilberta Crispino.
Lavora come consulente medico, in passato sua sorella morì in un incidente stradale, come risultato Sylvia non è più uscita di casa, per sette anni è stata vittima della propria agorafobia, si è sempre sentita in colpa perché era lei al volante dell'auto quando la sorella morì. Quando una violenta frana investe la sua casa, viene portata in salvo da Bobby e Athena.
- Sydney, interpretata da Vanessa Marano, doppiata da Letizia Ciampa.
Compagna di corso di Hen alla facoltà di medicina, avendo una mutazione del gene BRCA1, ha dovuto fare (già in giovane età) una salpingo-ooforectomia per rimuovere le ovaie e le tube di falloppio. È una ragazza competitiva e ciò a volte la porta a essere un po' livorosa.
- Phillip e Margaret Buckley, interpretati da Gregory Harrison e Dee Wallace, doppiati da Mauro Gravina e Isabella Pasanisi.
Sono i genitori di Maddie e Buck, con cui hanno sempre avuto un rapporto conflittuale, ciò è dovuto al trauma di aver perso il figlio Daniel per leucemia. Si sono allontanati da Maddie dato che non approvavano il fatto che avesse sposato Doug, e senza volerlo hanno con il loro comportamento distaccato hanno fatto soffrire Buck facendo in modo che sviluppasse un forte senso di inadeguatezza. Si riconcilieranno con i loro figli quando Maddie rimarrà incinta.
- Toni Wilson, interpretata da Marsha Warfield, doppiata da Anna Rita Pasanisi.
È la madre di Hen, ha dovuto crescerla da sola, lei e Hen si vogliono molto bene, Toni è una donna dolce, comprensiva e affettuosa. Lei e sua figlia sono molto diverse, infatti se Hen è impulsiva e costantemente bisognosa di mettersi alla prova, Toni al contrario è una persona semplice con un temperamento più serafico.
- Ransone Lou, interpretato da Sasha Roiz, doppiato da Stefano Macchi (stagione 3) e Andrea Lavagnino (stagioni 4-5).
Detective della polizia e collega di Athena, la aiuta nel caso dello stupratore seriale Jeffrey Hudson e durante un caso di rapimento.
- Ravi Panikkar, interpretato da Anirudh Pisharody, doppiato da Francesco Fabbri.
Vigile del fuoco che viene reclutato nella caserma 118, è un ragazzo un po' insicuro, ma è dotato di buone capacità, sa rendersi utile durante le operazioni, Buck lo sottopone a un duro addestramento per prepararlo al meglio.

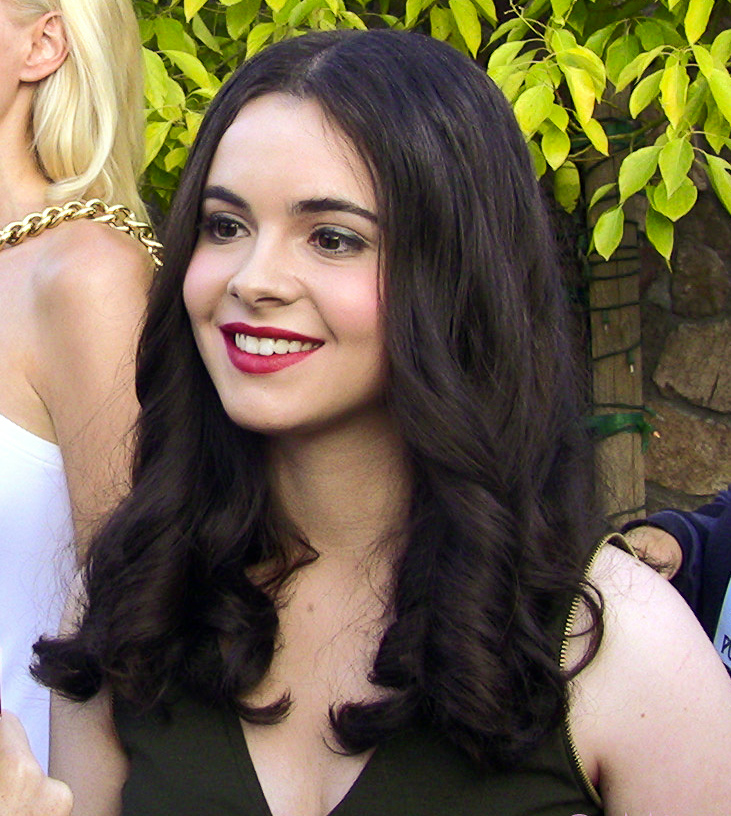
Vanessa Marano interpreta Sydney
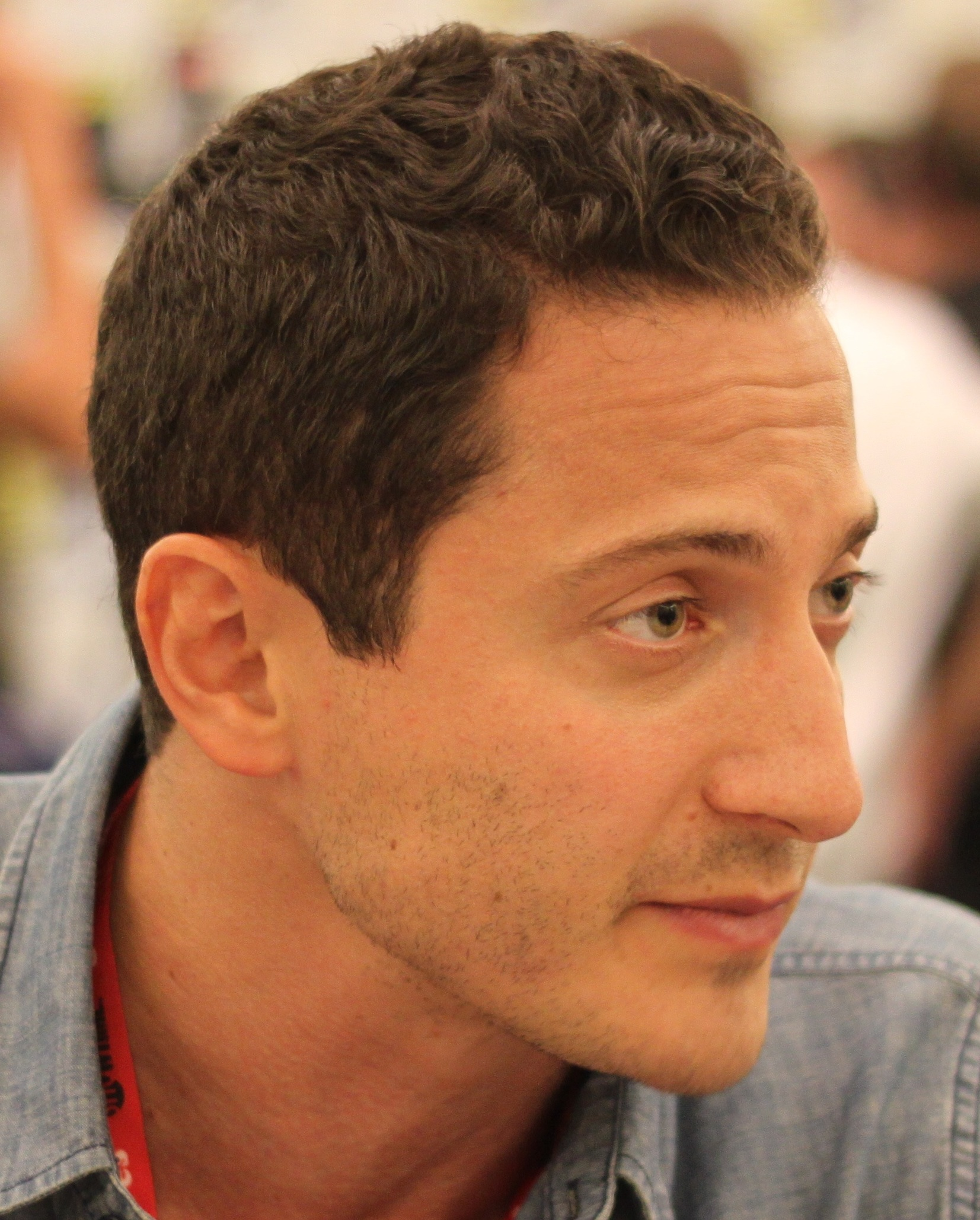
Sasha Roiz interpreta Ransone Lou
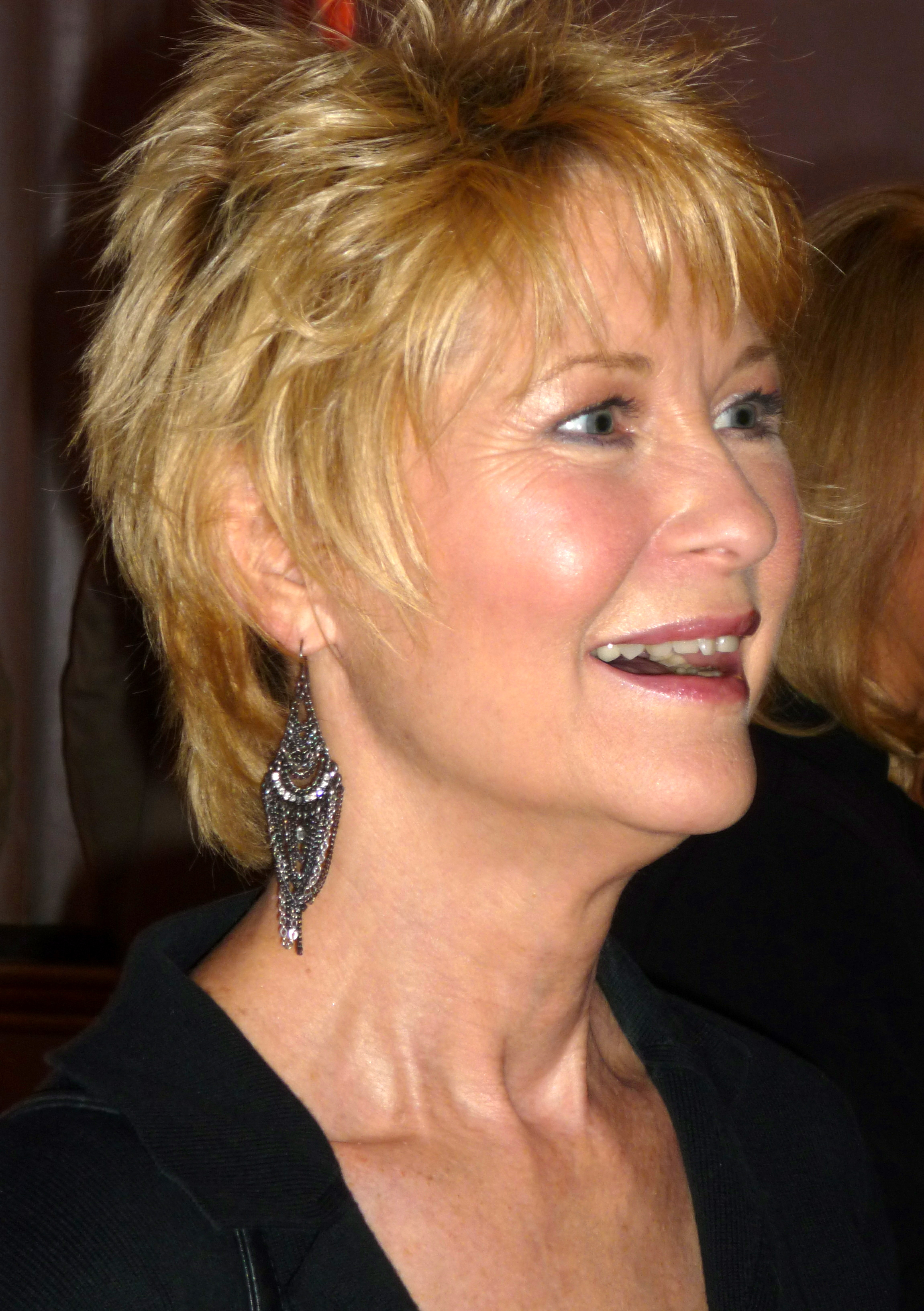
Dee Wallace interpreta Margaret Buckley

### Introdotti nella quinta stagione
- Lucy Donato, interpretata Arielle Kebbel, doppiata da Giorgia Locuratolo.
Lucy ha lavorato in precedenza alla stazione 147 e ha incontrato la squadra del 118 nella quale poi viene assunta per volere di Bobby. Membro di una famiglia di poliziotti è l'unica ad aver intrapreso una professione diversa dai suo familiari. È una ragazza tosta, molto simile a Buck a cui piace superare i limiti, sicura di sé, senza paura ed è veloce nel prendere decisioni. Lascia la 118 iniziando a lavorare nel soccorso aereo.
- Jonah Greenway, interpretato da Bryce Durfee, doppiato da Marco Vivio.
Paramedico assegnato a lavorare come partner di Hen in assenza di Chimney. Dopo alcuni turni, Jonah è stato ufficialmente accolto nel 118 come nuovo paramedico, insieme a Lucy, e entra a far parte della squadra ma viene nuovamente trasferito quando Chimney è tornato a lavorare alla 118. Alla fine Hen scopre che ha sviluppato la Sindrome dell’Eroe, causato quando da ragazzino salvò una persona per la prima volta, che lo ha portato a mettere in pericolo le persone per di soddisfare il suo ego ed essere un eroe agli occhi degli altri quando riusciva a salvarle. Dopo essere stato scoperto da Hen cerca di dimostrarle che lui può fare la differenza tra la vita e la morte, rischiando di uccidere Chimney, quest'ultimo riesce a fermarlo e a catturarlo, viene poi arrestato.
- Claudette Collins, interpretata da Vanessa A. Williams, doppiata da Patrizia Burul.
Operatrice del call center, ha molto anni di servizio alle spalle, lei e May però non si sopportano. Ha paura del fuoco, ciò viene messo in evidenza quando scoppia un incendio al call center, Claudette cade nel panico più assoluto, viene comunque portata in salvo dai vigili del fuoco, ma poi a causa di un arresto cardiaco muore benché Jonah avesse tentato di rianimarla: in realtà era stato Jonah a portarla all'arresto cardiaco, voleva rianimarla per salvarla e passare da eroe, avendo solo finito con l'ucciderla.
- Lila Risco, interpretata da Carly Nykanen, doppiata da Giò Giò Rapattoni.
È l'avvocato difensore di Jeffrey Hudson, tenta di difenderlo in tribunale, è in realtà infatuata di lui, infatti quando egli tenta di evadere lo aiuta, sperando di convincerlo a portarla via con lui, con il solo risultato che Jeffrey la uccide senza alcuna pietà.

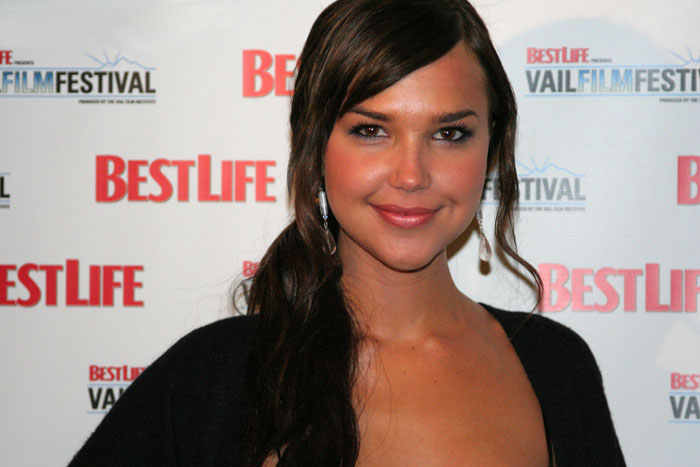
Arielle Kebbel interpreta Lucy Donato
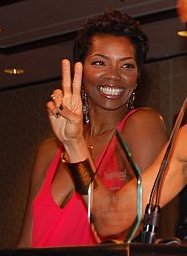
Vanessa A. Williams interpreta Claudette Collins

### Introdotti nella sesta stagione
- Noah Carmack, interpretato da Alfonso Caballero, doppiato da Francesco Falco.
Nuovo centralinista del 9-1-1. Lui e Maddie diventano buoni amici, lui prova per Maddie una grande ammirazione. Purtroppo a causa del suo patrigno, che si era indebitato con dei delinquenti, Noah si vede costretto a diventare loro complice: come operatore del call center indica ai criminali quali case rapinare e i codici di accesso. Maddie e Athena scoprono tutto quanto e arrestano Noah e i suoi complici.
- Junior, interpretato da Kevyn Morrow, doppiato da Fabrizio Russotto.
Amico di infanzia di Athena, si scopre essere un assassino seriale, da anni ha ucciso giovani ragazzine, tra cui una bambina che abitava nel quartiere dove viveva Athena. Bobby e Athena, una volta scoperta la sua natura criminale, lo catturano e lo arrestano.
- Connor e Kameron, interpretati da Colin McCalla e Chelsea Kane, doppiati da Federico Viola e Isabella Benassi.
Sono amici di Buck, oltre a essere sposati. Buck fa dono di un figlio a entrambi tramite l'inseminazione artificiali, Buck e Connor sono amici fin dai tempi dell'università, ed essendo lui incapace di mettere incinta la moglie, Buck accetta di fare da donatore a Kameron, che dà alla luce il suo bambino.
- Trey, interpretato da Chris Johnson, doppiato Pasquale Severino.
Lui e sua moglie Carrie gestiscono insieme un centro di recupero per tossici, in realtà li incoraggiano a prolungare la loro dipendenza da droghe in modo da protrarre il loro periodo di recupero nella clinica e estorcere più denaro ai loro pazienti. Bobby e Athena indagano su di loro e grazie alla testimonianza di Tamara, una paziente della clinica, riescono a far arrestare Trey e la moglie.
- Carrie, interpretata da Alicia Coppola, doppiata da  Erika De Bonis (episodi 6x9 e 6x10) e Daniela Abruzzese (episodio 6x12)
È la moglie di Trey e sua complice nelle attività losche nella clinica per tossici che entrambi dirigono. Athena e Bobby iniziano un'indagine non autorizzata contro di loro, e riescono a trovare una paziente del centro, ovvero Tamara, e la convincono a testimoniare contro di loro, facendoli arrestare entrambi.
- Wendall, interpretato da Maurice J. Irvin, doppiato da Dario Oppido.
È lo sponsor di Bobby agli alcolisti anonimi, oltre a essere per lui un buon amico. Wendall si fa ricoverare di proposito alla clinica di Trey e Carrie ma solo per smascherare i loro loschi affari, ma quando lo costringono a prendere della droga muore per overdose.
- Tamara, interpretata da Diana Lu, doppiata da Giorgia Locuratolo.
Giovane ragazza con problemi di tossicodipendenza, i suoi genitori non si curano di lei, ritenuta un peso per la sua famiglia. Fa amicizia con Wendall agli alcolisti anonimi, proprio lei lo spinge a indagare sulla clinica di Trey e Carrie di cui anche Tamara è una paziente. Quando Wendall muore durante l'indagine, Athena e Bobby aiutano Tamara ad allontanarsi dalla clinica, poi lei testimonia contro Trey e Carrie facendo sì che la polizia li arresti. Tamara riprende in mano la propria vita e trova lavoro in un negozio di fiori.
- Marisol, interpretata da Edy Ganem, doppiata da Tiziana Martello.
È il nuovo interesse amoroso di Eddie, in passato era una novizia ma decise poi di non diventare suora. Quella con Marisol è stato il primo tentativo di Eddie di avere una relazione seria in seguito al suo vedovato, addirittura i due arrivano a considerare la possibilità di convivere. Marisol lo lascia quando scopre che Eddie, a sua insaputa, stava frequentando un'altra donna, la sosia perfetta della defunta moglie Shannon, la prova che lui non è ancora pronto a far entrare una donna nella sua vita a causa del ricordo della moglie, benché comunque non avesse tradito Marisol.

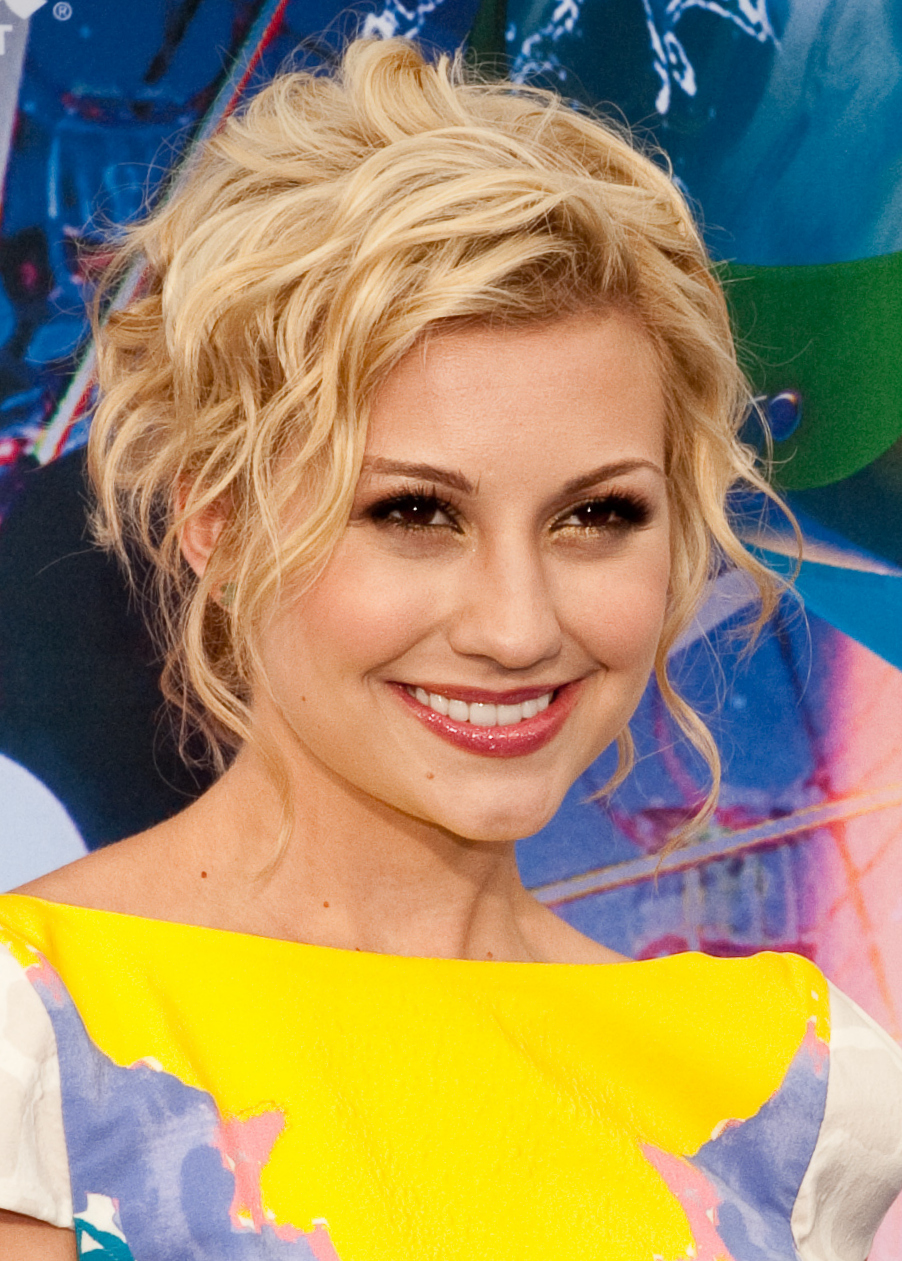
Chelsea Kane interpreta Kameron
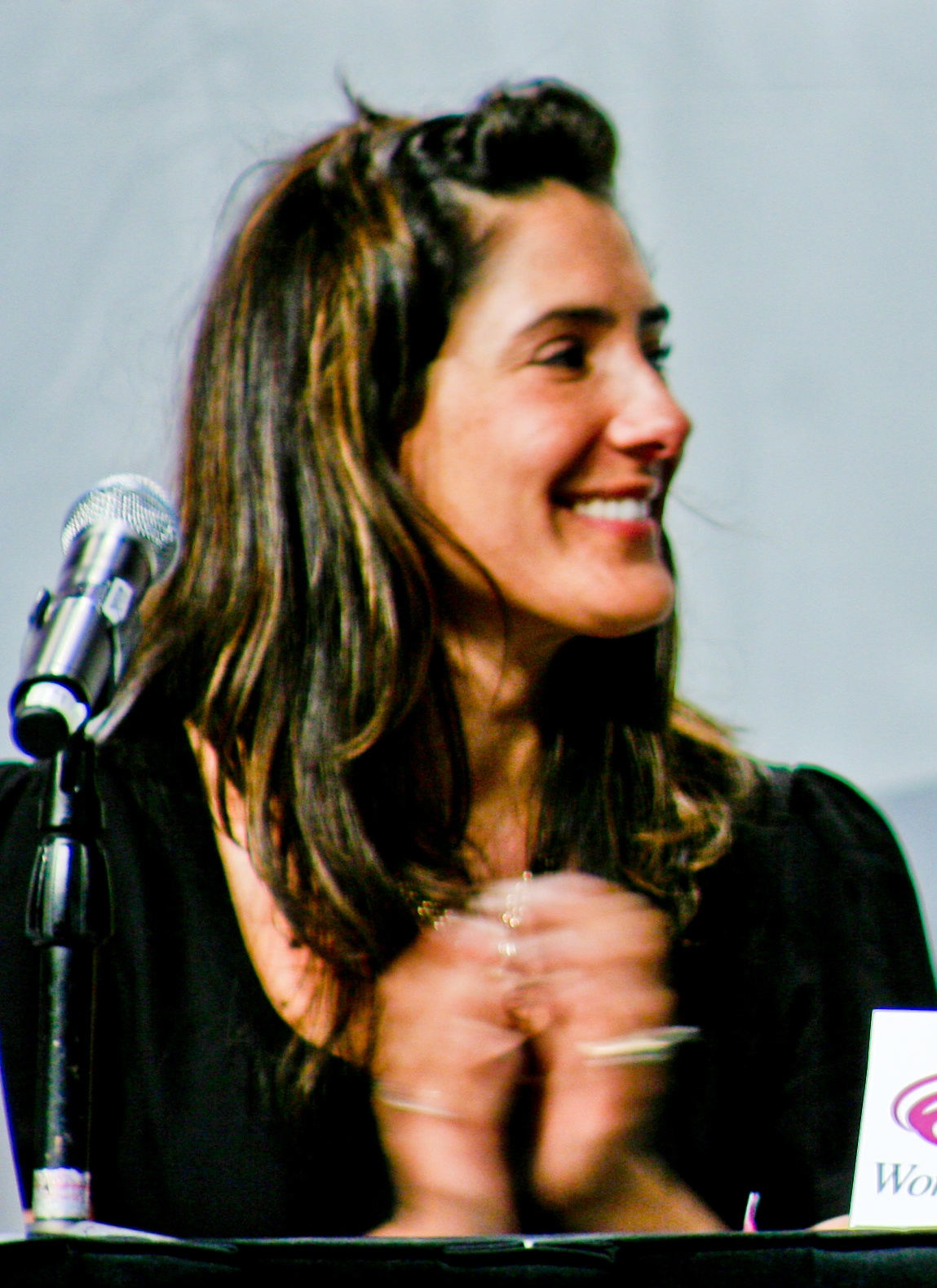
Alicia Coppola interpreta Carrie
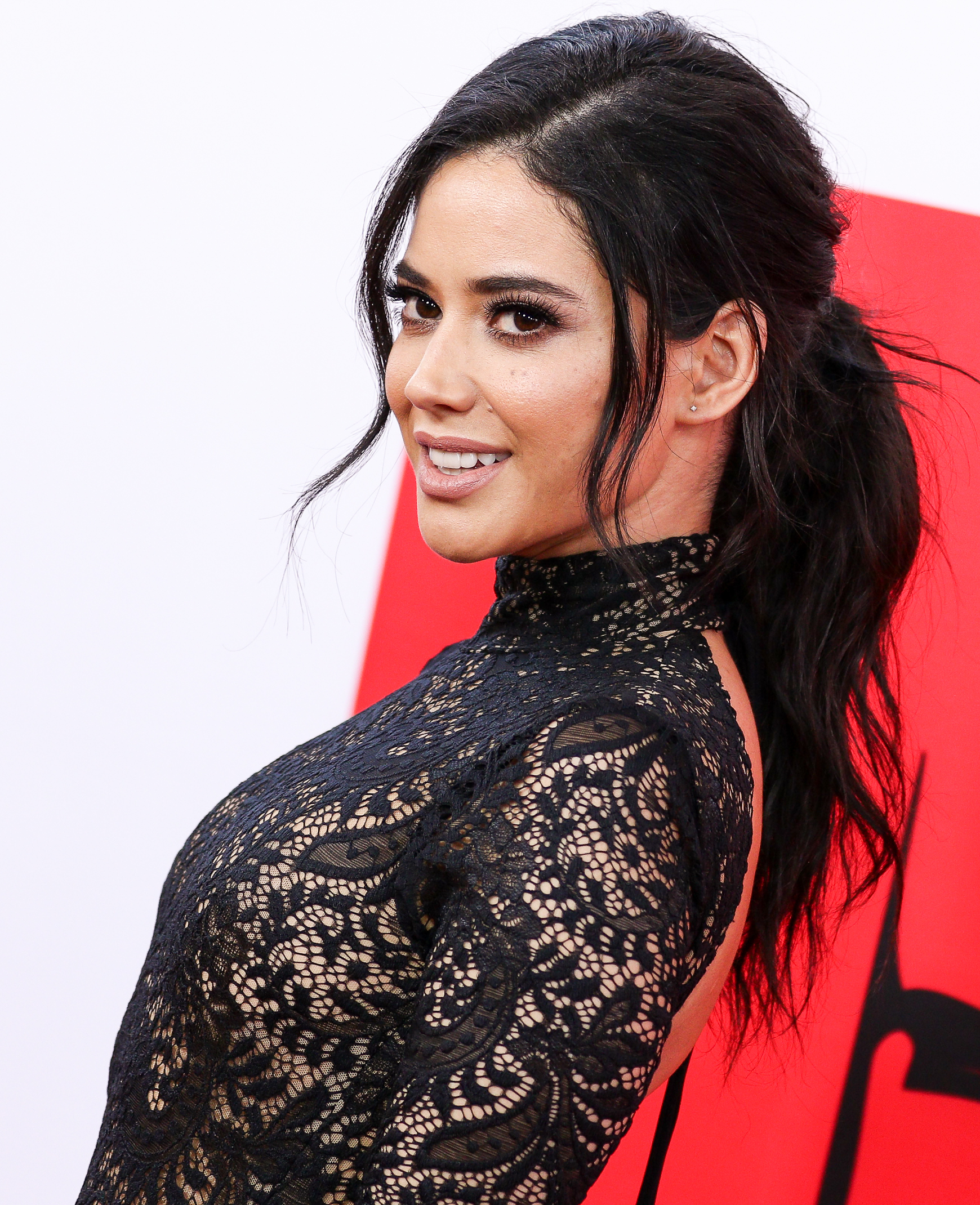
Edy Ganem interpreta Marisol

### Introdotti nella settima stagione
- Timothy Nash, interpretato da John Brotherton, doppiato da Francesco Pezzulli.
È il padre di Bobby, proprio come lui era un capitano dei vigili del fuoco, con un'onorata carriera alle sue spalle. Purtroppo nel contesto famigliare non è riuscito a ottenere grandi risultati come nel lavoro, la moglie e il figlio più grande Charlie lo abbandonarono, esasperati del suo alcolismo e della sua arroganza, Bobby (dal momento che era solo un bambino) ingenuamente lo idolatrava, scelse di continuare a vivere con lui, si illudeva di poterlo aiutare ma dividere il tetto con Timothy stava diventando sempre più estenuante: quest'ultimo oltre a bere in continuazione iniziava anche ad assentarsi a lavoro. Una sera Timothy, inciampando, cadde e morì sbattendo la testa sullo spigolo di un tavolo. Tomithy ha trasmesso a Bobby il proprio alcolismo, è stato il dolore della sua perdita che in tenera età spinse Bobby a cercare rifugio negli alcolici.
- Ann, interpretata da Ellen Wroe (stagione 7) e Lesley Ann Warren (stagione 8), doppiata da Anna Cugini (stagione 7) e Cristina Dian (stagione 8).
È la madre di Bobby e Charlie, avuti da marito Timothy. Ormai Ann, frustrata dall'alcolismo del marito, lo lasciò e dopo che egli morì, Bobby iniziò a covare rancore contro di lei: non riusciva a perdonarla perché lei preferì allontanarsi da Timothy piuttosto che aiutarlo. Ann è diventata col tempo la leader di un proprio culto ottenendo successo e notorietà. Per molti anni Bobby si è rifiutato di riconciliarsi con lei, ma quando scopre che Ann ha il cancro al quarto stadio e che sta per morire, finalmente si riappacifica con lei. Bobby riconosce di aver sbagliato, Ann fece la cosa giusta a lasciare Timothy, se gli fosse rimasta vicino si sarebbe rovinata, riconoscendo che, abbandonare il marito, le ha invece permesso di realizzarsi come persona.
- Charlie Nash, interpretato da Parker Queenan (stagione 7) e Sean O'Bryan (stagione 8), doppiato da Ezzedine Ben Nekissa (stagione 7) e Giorgio Locuratolo (stagione 8).
Figlio di Timothy e Ann, nonché fratello maggiore di Bobby. Contrariamente a quest'ultimo che provava ammirazione per la figura paterna, Charlie era insofferente verso Timothy, anche prima che quest'ultimo morì, Charlie non esitò ad abbandonarlo andando a vivere con la madre dopo che i due si lasciarono. Lavora al fianco di Ann nel culto di cui lei è la guida spirituale, ha diversi divorzi alle proprie spalle.
- Amir Casey, interpretato da Malcolm-Jamal Warner, doppiato da Stefano Mondini.
Viveva nella stessa palazzina dove Bobby abitava con la moglie e i figli a Saint Paul, quando Bobby causò involontariamente l'incendio dove morì la propria famiglia, anche la moglie di Amir perse la vita tra le fiamme, inoltre Amir pur sopravvivendo all'incendio riportò un'ustione che ha deturpato la parte sinistra del suo volto. All'inizio vendeva automobili, ma in seguito alla morte di sua moglie ha intrapreso la carriera di infermiere. Si trasferisce a Los Angeles e incontra Bobby per puro caso, e nonostante l'iniziale ostilità nei suoi confronti, trova la forza di mettere da parte il rancore contro di lui. Si trasferisce a Bakersfield per lavoro.
- Herman, interpretato da Tony Amendola, doppiato da Giorgio Locuratolo.
È un trafficante di droga che opera a Jacumba, lavora collaborando con il cartello messicano. Suo nipote lavora con lui come complice, egli però muore dopo un violento scontro con Amir, quindi Herman cerca di ucciderlo per vendicare il nipote, fortunatamente Bobby salva Amir mentre Herman viene arrestato dalla polizia. Purtroppo Herman fa un accordo con il governo, ottiene l'immunità in cambio di informazioni contro il cartello, assetato di vendetta contro Bobby e Amir cerca di ucciderli. Dà fuoco alla casa di Bobby, che però riesce a mettersi in salvo, poi fa rapite Amir ma Athena interviene in suo aiuto, infine Herman viene nuovamente arrestato.
- Julian, interpretato da Rick Cosnett, doppiato da Francesco Falco.
Lavora come direttore di crociera, ha segretamente una relazione con Lola Peterson, e i due tramite i viaggi in crociera portano avanti un'attività di contrabbando. Purtroppo, proprio durante un viaggio sulla nave crociera, un gruppo criminale prende possesso del dongle che Julian custodive, al suo interno sono depositati i guadagni ottenuti da Julian e Lola convertiti in criptovalute, inoltre posizionano una bomba sulla nave che esplode facendo imbarcare acqua, a peggiorare le cose il fatto che la nave è costretta ad affrontare una violenta tempesta. Athena e Bobby (pure loro a bordo della nave) guidano i superstiti in salvo tra cui Julian, quest'ultimo però non sopravvive, infatti perde la vita.
- Mara Driskell, interpretata da Askyler Bell, doppiata da Ludovica Cuppari.
Bambina rimasta orfana in seguito alla morte dei propri genitori, Wade e Aubrey i quali stavano insieme dai tempi del liceo. Cresciuta in una brutta famiglia, i genitori oltre a essere due tossici vendevano droga, Mara li trovò morti, deceduti per colpa di un'overdose. Viene presa in custodia da Hen e Karen, e insieme a loro la bambina trova finalmente un ambiente famigliare sicuro in cui crescere.
- Olivia Ortiz, interpretata da Veronica Falcón, doppiata da Patrizia Burul.
Consigliere comunale di Los Angeles, suo figlio è un tossico, è morto in un incidente stradale benché Hen avesse tentato di salvarlo. Ortiz, proiettando la sua rabbia contro Hen, tenta di accanirsi contro di lei, accusandola di non aver adempiuto al proprio dovere con impegno. Quando Hen e Karen adottano Mara, il consigliere cerca di allontanarla dalla loro casa sfruttando la propria influenza, inoltre assegna Gerrard come capitano della 118 visto l'astio comune che hanno contro Hen. Ortiz progetta di candidarsi a sindaco, e usando le proprie conoscenze cerca di direzionare il processo di affidamento di Mara per togliere a Hen e Karen la potestà legale della bambina, inoltre cerca di chiudere la 118. Gerrard tradisce Ortiz filmando la confessione dove lei ammette che aveva tentato di manipolare il processo per la custodia legale di Mara, in questo modo Ortiz venendo screditata non può più danneggiare Hen, e quindi Mara viene affidata a lei e Karen.

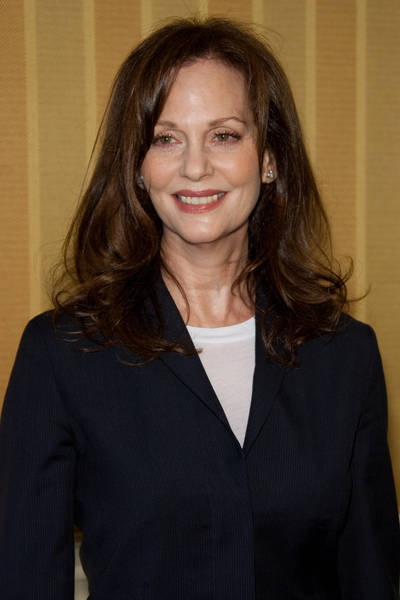
Lesley Ann Warren interpreta Ann (stagione 8)
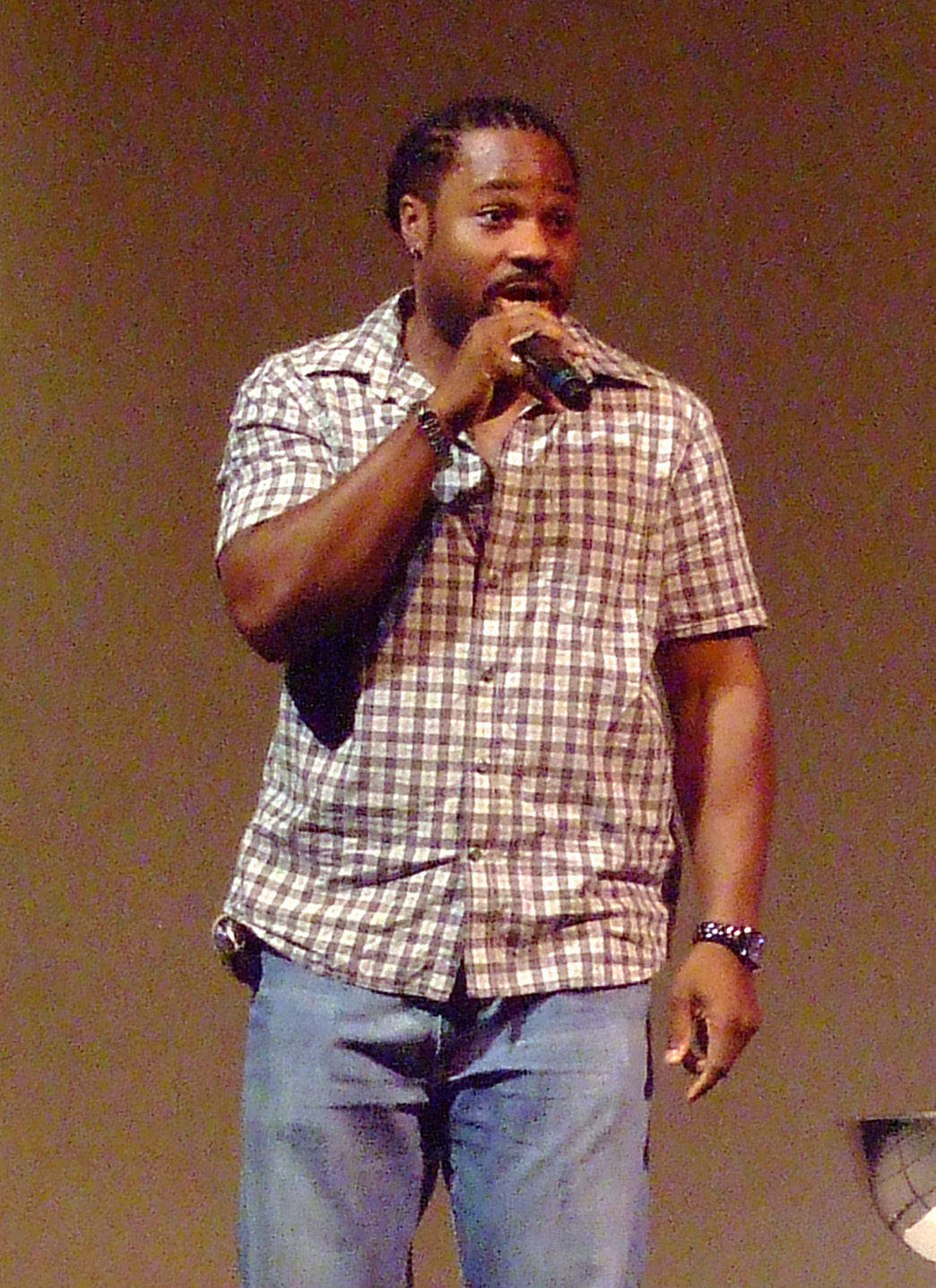
Malcolm-Jamal Warner interpreta Amir Casey
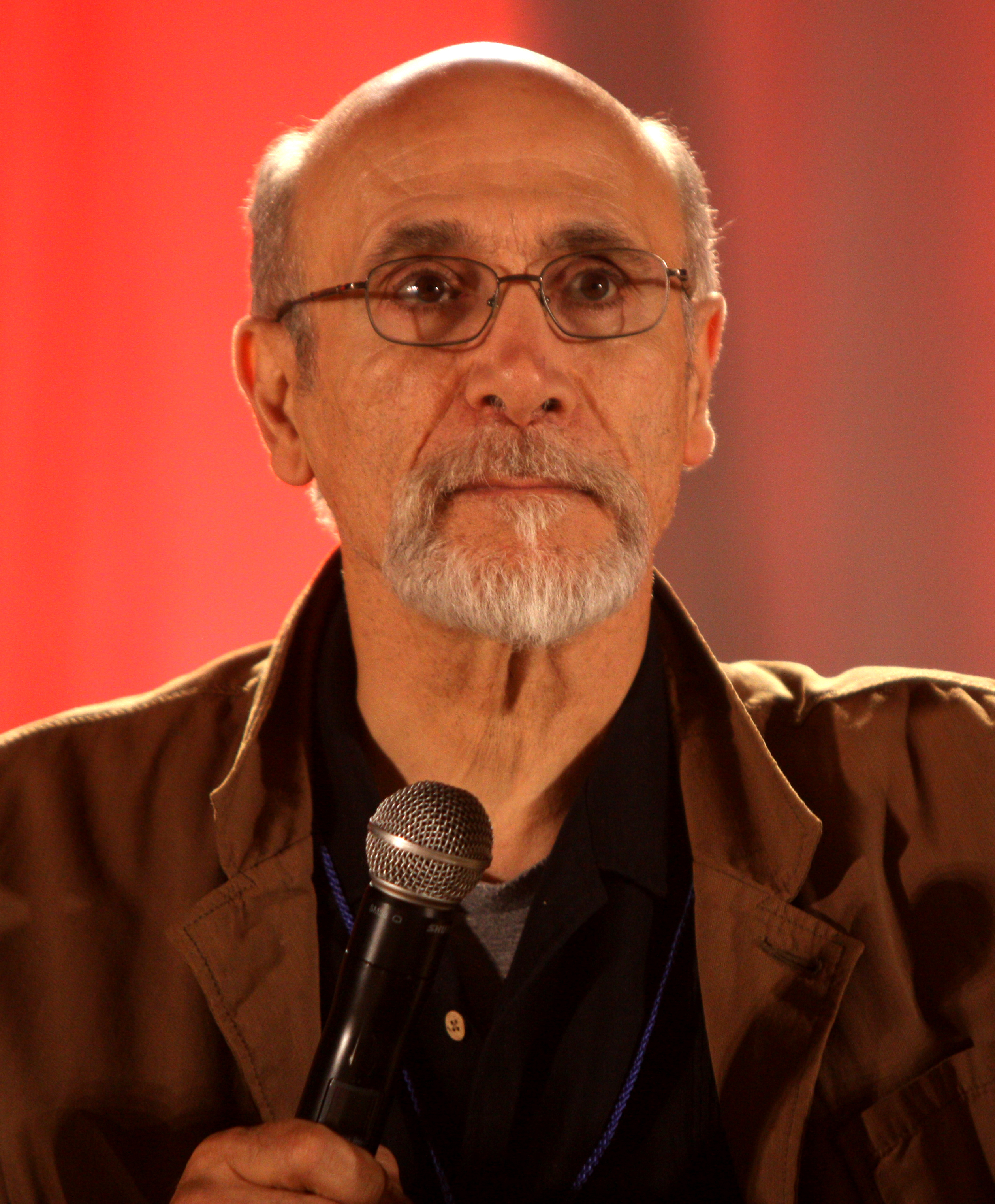
Tony Amendola interpreta Herman
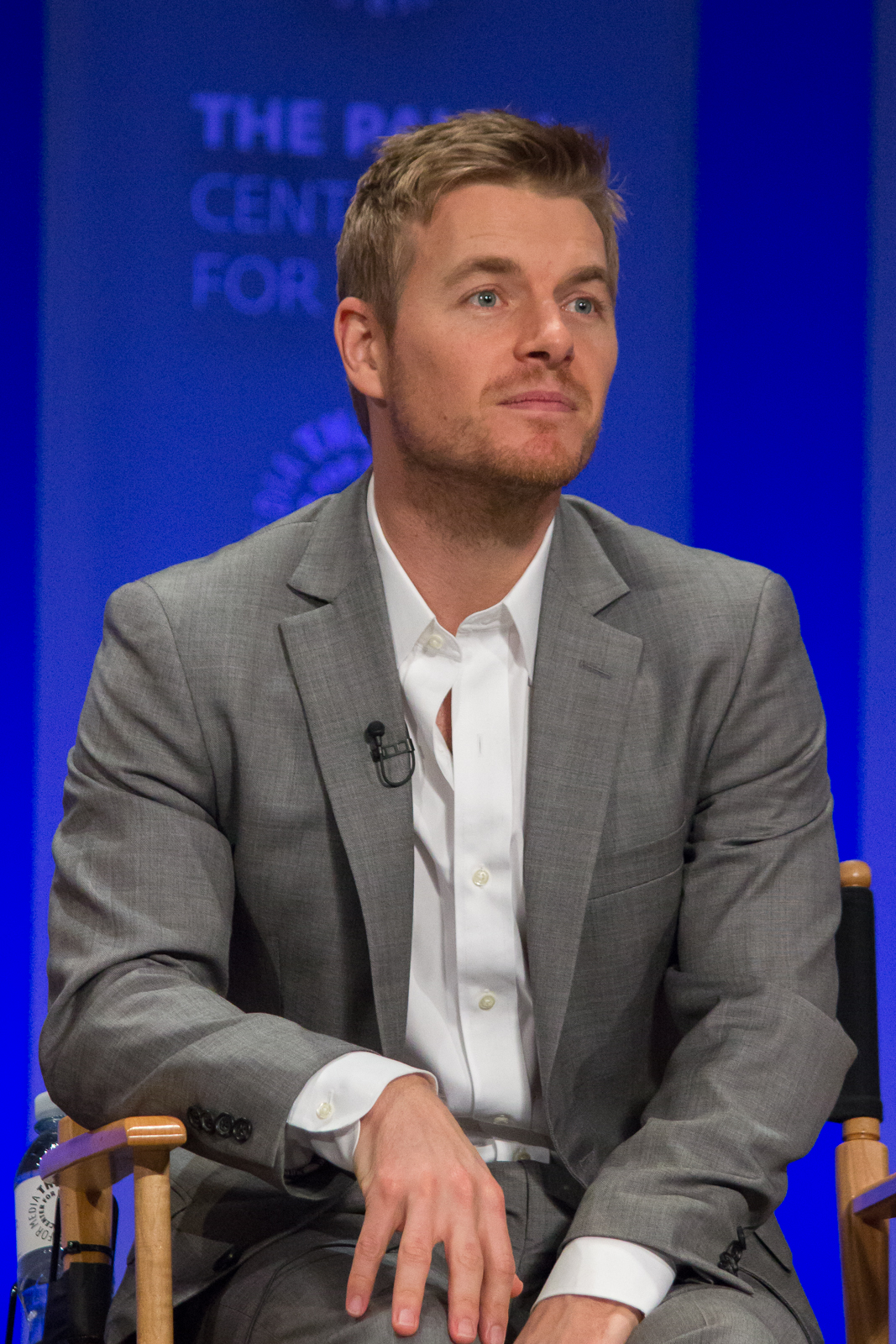
Rick Cosnett interpreta Julian
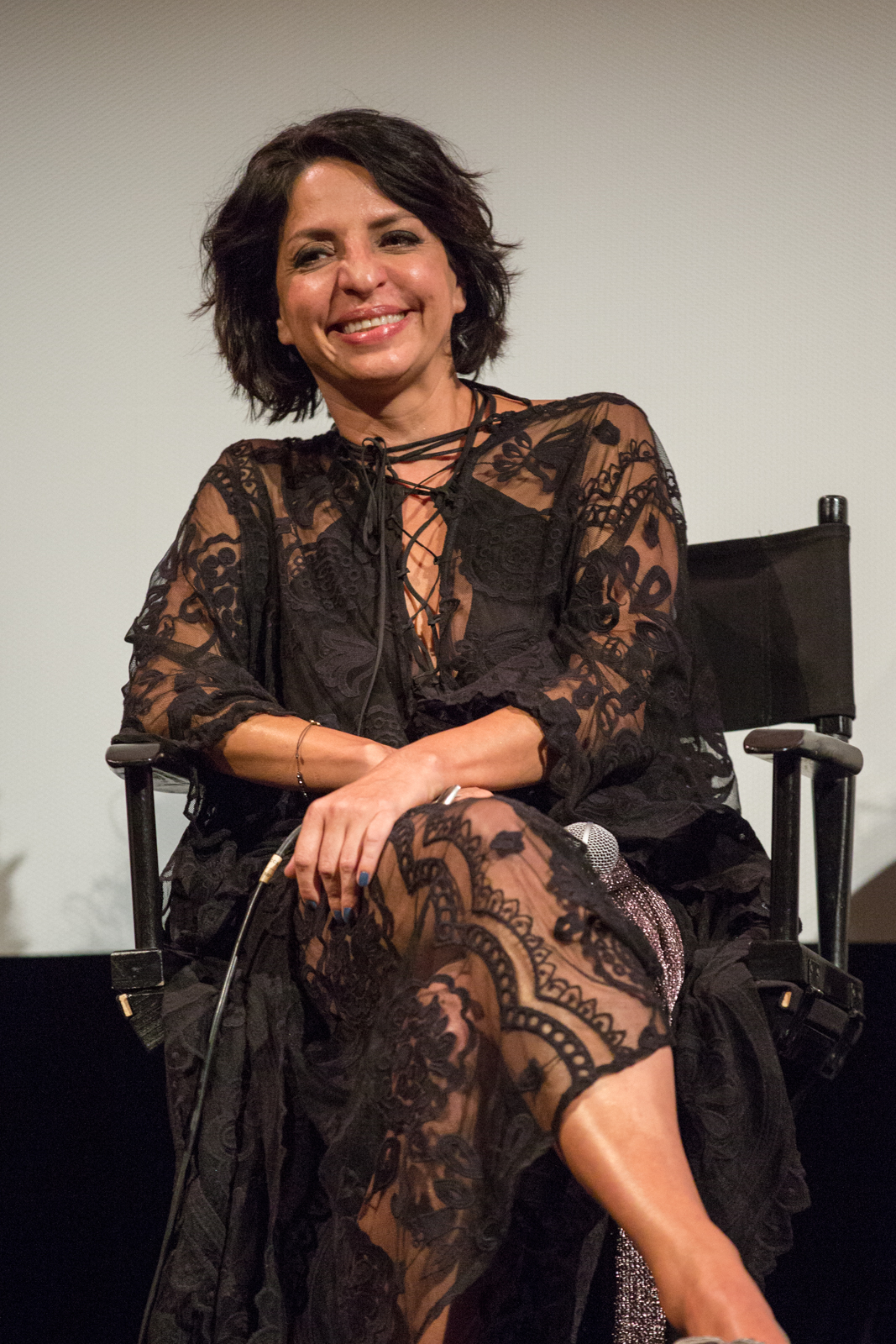
Veronica Falcón interpreta Olivia Ortiz

### Introdotti nell'ottava stagione
- Amber Braeburn, interpretata da Abigail Spencer, doppiata da Perla Liberatori.
Agente di polizia della sezione persone scomparse, tra i colleghi è rispettata per il suo ottimo servizio. Aiuta Maddy e Athena a indagare su un rapitore di ragazze, Richard, ma in realtà Amber è sua complice, è lei la mente dietro ai rapimenti. Lei stessa da ragazza venne rapita, riuscì a fuggire nonostante fosse stata imbottita di droghe, quell'evento è stato per lei traumatico, oltre al fatto che non ha ricevuto amore dalla propria madre, infatti ha iniziato a soffrire di un disturbo dissociativo. Uccide Richard ritenendolo ormai un complice scomodo, arriva anche a sequetrare Maddie tenendola prigioniera nella propria casa. Athena e Chimney vanno a salvarla, entrano a casa di Amber e trovano Maddie. Proprio quando Amber è sul punto di ammazzare Chimney quest'ultimo viene salvato da Athena che prontamente spara a Amber la quale muore.

- Moira Blake, interpretata da Bridget Regan, doppiata da Eleonora Reti.
È una biologa che lavora in un laboratorio che testa e studia i virus batteriologici. È una donna cinica, arrogante e ambiziosa, per niente stimata dai suoi colleghi. Violando i protocolli, crea una variante del virus Crimea-Congo velocizzando i tempi di incubazione. Ciò però le costa il lavoro, viene infatti licenziata. Non soddisfatta, appicca un fuoco nel laboratorio, e approfittando del caos, ruba l'antivirale che cura il ceppo da lei perfezionato, con lo scopo di rivenderlo a un'industria farmaceutica. Intanto i vigili del fuoco della 118 vanno nel laboratorio spegnendo l'incendio, ma Bobby e Chimney rimangono contagiati dal ceppo. Athena e Buck si mettono sulle tracce di Moira e la fanno arrestare, inoltre con l'antivirale da lei sintetizzato curano Chimney salvandolo. Purtroppo Bobby muore in quanto l'antivirale in possesso di Moira era sufficiente per una sola dose, e Bobby a preferito che fosse Chimney a salvarsi.

- Brad Torrance, interpretato da Callum Blue, doppiato da Alessandro Budroni.
Attore protagonista di una serie televisiva sui vigili del fuoco, Bobby lavora con lui nel breve periodo in cui ha prestato servizio nella troupe televisiva come consulente. Brad inizia a rispettare Bobby a livello quasi ossessivo, tanto che pur di imparare da lui su come lavorare nel ruolo di vigile del fuoco, per un po' di tempo si è fatto assumere alla caserma 118. Ha un figlio ma, con proprio rimpianto, ha smesso di avere un rapporto con lui quando Brad lasciò l'Inghilterra per trasferirsi negli Stati Uniti in favore della propria carriera di attore. Non è una persona cattiva, ma spesso non riesce a contenere l'esuberanza del proprio ego.

- Spencer, interpretato da Sean Hemeon, doppiato da Francesco Valeri.
Lavora nell'ufficio del procuratore, incarica Athena di fare da guardia del corpo a Dennis Jenkins il quale è in possesso della lista di alcuni facoltosi e influenti clienti coinvolti in un traffico di ragazze minorenni. Dennis consegla la lista ad Athena ma Spencer cerca di impadronirsene, rivelandosi in realtà un uomo corrotto, tenta anche di uccidere Jenkins ma Bobby e Athena lo proteggono, infine quest'ultima arresta Spencer.

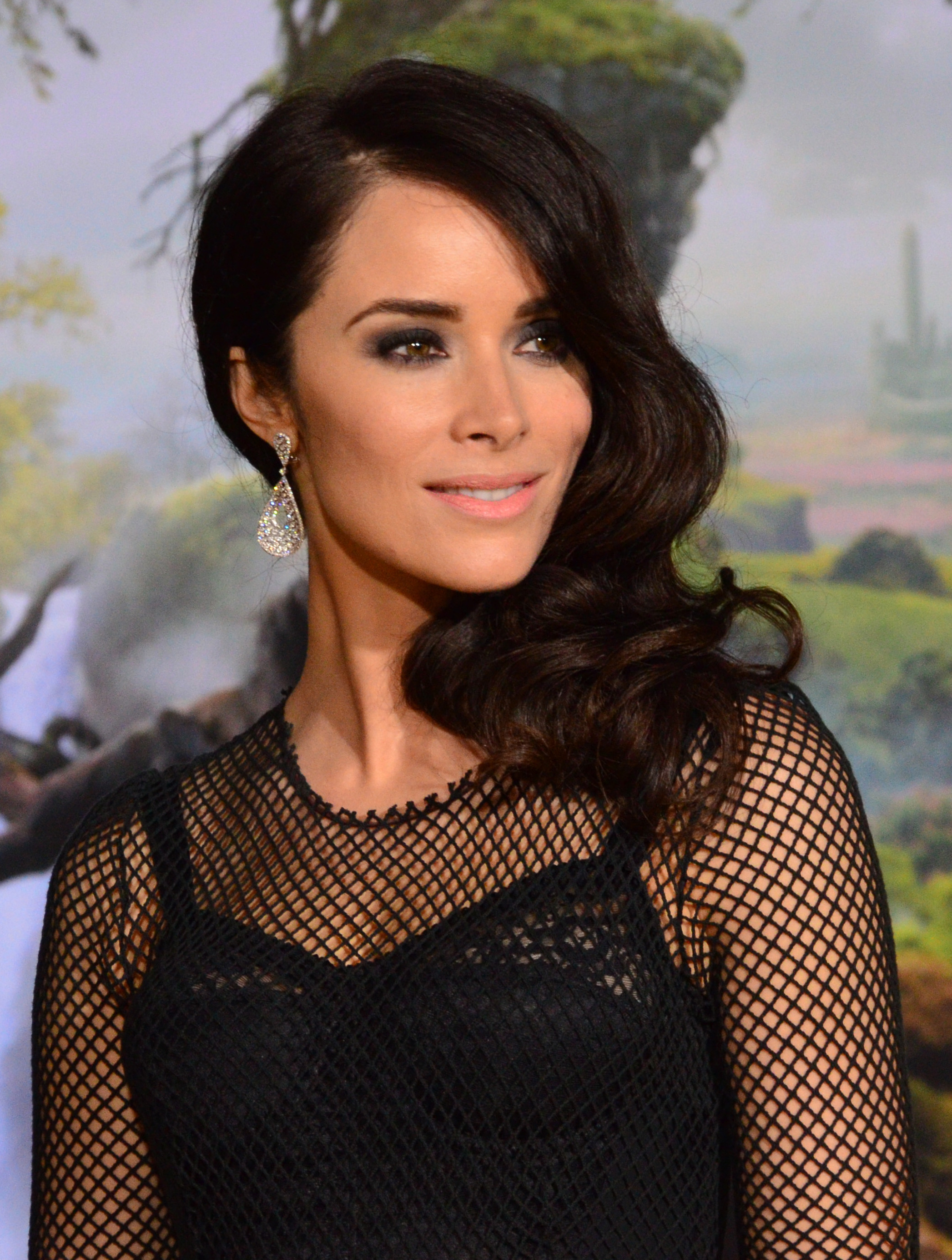
Abigail Spencer interpreta Amber Braeburn
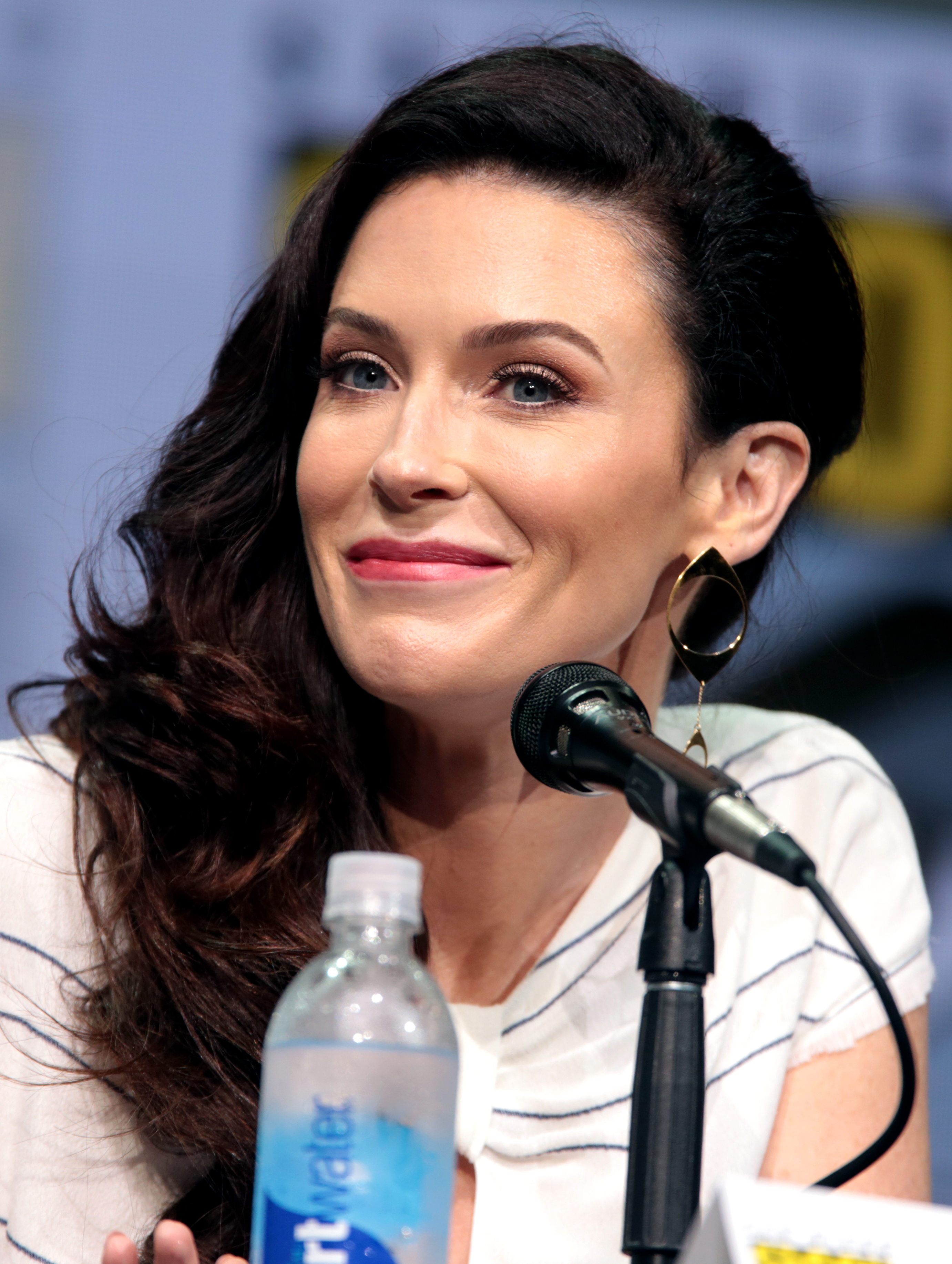
Bridget Regan interpreta Moira Blake
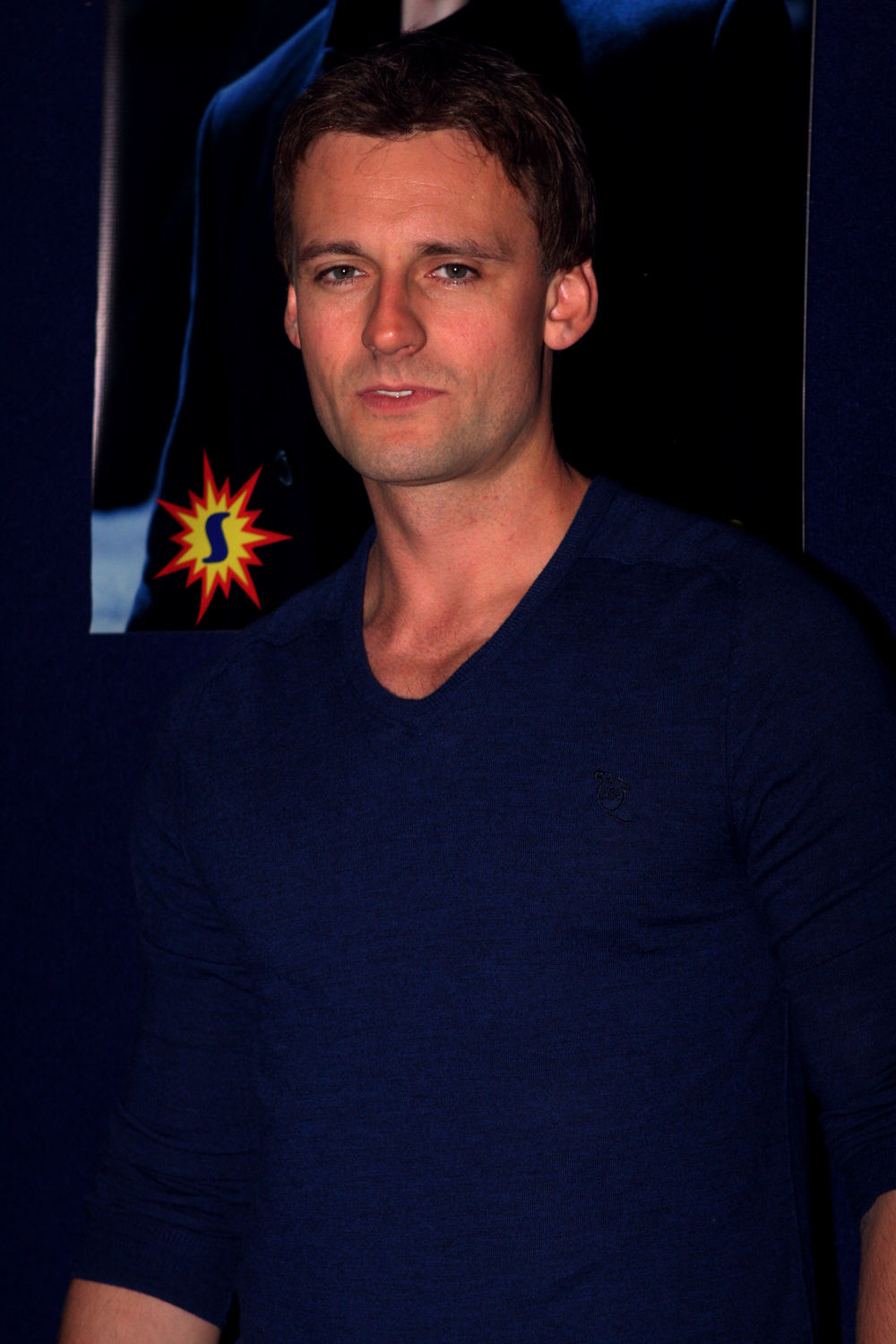
Callum Blue interpreta Brad Torrance